# Liste des églises des Vosges
La liste des églises des Vosges vise à situer les églises du département français des Vosges. Il est fait état des diverses protections dont elles peuvent bénéficier, et notamment les inscriptions et classements au titre des monuments historiques.
En ce qui concerne le culte catholique, toutes les églises sont situées dans le diocèse de Saint-Dié.

## Statistiques
Le département des Vosges comprend 507 communes au 1er janvier 2021.
Depuis 2022, le diocèse de Saint-Dié compte 46 paroisses.

## Classement
Le classement ci-après se fait par commune selon l'ordre alphabétique.
Il est fait état des diverses protections dont elles peuvent bénéficier, et notamment les inscriptions et classements au titre des monuments historiques.
François-Auguste Grillot, architecte du département des Vosges au XIXe siècle, a dessiné les plans d'une dizaine d'églises du département, dont celle de Raon L'Étape, celle de Bruyères, celle de Ventron. Son style est visible sur chacune d'elles, notamment par la présence d'une rosace et d'un fronton.

## Liste

### Église catholique
| Église                                                           | Commune                       | Adresse | Coordonnées                      | Notice         | Protection                                                                     | Date        | Illustration                                                     |
| ---------------------------------------------------------------- | ----------------------------- | ------- | -------------------------------- | -------------- | ------------------------------------------------------------------------------ | ----------- | ---------------------------------------------------------------- |
| Église Saint-Quirin d'Ahéville                                   | Ahéville                      |         | 48° 17′ 06″ nord, 6° 11′ 38″ est |                |                                                                                |             | Église Saint-Quirin d'Ahéville                                   |
| Église Saint-Remy d'Aingeville                                   | Aingeville                    |         | 48° 12′ 23″ nord, 5° 46′ 06″ est |                |                                                                                |             | Église Saint-Remy d'Aingeville                                   |
| Église Saint-Pierre-aux-Liens d'Ainvelle                         | Ainvelle                      |         | 47° 59′ 45″ nord, 5° 49′ 39″ est |                |                                                                                |             | Église Saint-Pierre-aux-Liens d'Ainvelle                         |
| Église Saint-Léonard d'Allarmont                                 | Allarmont                     |         | 48° 28′ 58″ nord, 7° 00′ 49″ est |                |                                                                                |             | Église Saint-Léonard d'Allarmont                                 |
| Église Saint-Pierre d'Ambacourt                                  | Ambacourt                     |         | 48° 20′ 53″ nord, 6° 08′ 39″ est |                |                                                                                |             | Église Saint-Pierre d'Ambacourt                                  |
| Église Saint-Renobert d'Ameuvelle                                | Ameuvelle                     |         | 47° 56′ 32″ nord, 5° 56′ 52″ est |                |                                                                                |             | Église Saint-Renobert d'Ameuvelle                                |
| Église Saint-Antoine d'Anould                                    | Anould                        |         | 48° 11′ 02″ nord, 6° 56′ 51″ est |                |                                                                                |             | Église Saint-Antoine d'Anould                                    |
| Église Saint-Vincent d'Aouze                                     | Aouze                         |         | 48° 22′ 33″ nord, 5° 52′ 27″ est | « PA00107080 » | Inscrit MH Porte latérale Sud aujourd'hui ruinée                               | 1926        | Église Saint-Vincent d'Aouze                                     |
| Église Saint-Maurice d'Arches                                    | Arches                        |         | 48° 07′ 06″ nord, 6° 31′ 41″ est |                |                                                                                |             | Église Saint-Maurice d'Arches                                    |
| Église Saint-Léger d'Archettes                                   | Archettes                     |         | 48° 07′ 25″ nord, 6° 31′ 55″ est |                |                                                                                |             | Église Saint-Léger d'Archettes                                   |
| Église Saint-Sulpice d'Aroffe                                    | Aroffe                        |         | 48° 24′ 00″ nord, 5° 53′ 51″ est |                |                                                                                |             | Église Saint-Sulpice d'Aroffe                                    |
| Église de la Nativité-de-Notre-Dame d'Attigny                    | Attigny                       |         | 48° 03′ 54″ nord, 6° 02′ 07″ est |                |                                                                                |             | Église de la Nativité-de-Notre-Dame d'Attigny                    |
| Église Saint-Lambert d'Attignéville                              | Attignéville                  |         | 48° 23′ 08″ nord, 5° 48′ 33″ est | « IA00127051 » |                                                                                |             | Église Saint-Lambert d'Attignéville                              |
| Église de la Conversion-de-Saint-Paul d'Aulnois                  | Aulnois                       |         | 48° 15′ 26″ nord, 5° 47′ 06″ est |                |                                                                                |             | Église de la Conversion-de-Saint-Paul d'Aulnois                  |
| Église Saint-Pient d'Autigny-la-Tour                             | Autigny-la-Tour               |         | 48° 23′ 58″ nord, 5° 45′ 37″ est |                |                                                                                |             | Église Saint-Pient d'Autigny-la-Tour                             |
| Église Saint-Brice d'Autreville                                  | Autreville                    |         | 48° 29′ 02″ nord, 5° 50′ 56″ est | « PA00107085 » | Classé MH                                                                      | 1987        | Église Saint-Brice d'Autreville                                  |
| Église abbatiale Notre-Dame d'Autrey                             | Autrey                        |         | 48° 17′ 46″ nord, 6° 41′ 17″ est |                |                                                                                |             | Église abbatiale Notre-Dame d'Autrey                             |
| Église Saint-Pierre d'Auzainvilliers                             | Auzainvilliers                |         | 48° 14′ 15″ nord, 5° 50′ 22″ est |                |                                                                                |             | Église Saint-Pierre d'Auzainvilliers                             |
| Église Saint-Dominique d'Avillers                                | Avillers                      |         | 48° 18′ 44″ nord, 6° 12′ 28″ est |                |                                                                                |             | Église Saint-Dominique d'Avillers                                |
| Église Notre-Dame d'Avrainville                                  | Avrainville                   |         | 48° 22′ 30″ nord, 6° 12′ 43″ est |                |                                                                                |             | Église Notre-Dame d'Avrainville                                  |
| Église de la Nativité-de-Notre-Dame d'Avranville                 | Avranville                    |         | 48° 25′ 22″ nord, 5° 31′ 41″ est |                |                                                                                |             | Église de la Nativité-de-Notre-Dame d'Avranville                 |
| Église Saint-Georges d'Aydoilles                                 | Aydoilles                     |         | 48° 12′ 35″ nord, 6° 34′ 25″ est |                |                                                                                |             | Église Saint-Georges d'Aydoilles                                 |
| Église Saint-Denys de Badménil-aux-Bois                          | Badménil-aux-Bois             |         | 48° 18′ 10″ nord, 6° 31′ 09″ est |                |                                                                                |             | Église Saint-Denys de Badménil-aux-Bois                          |
| Église Saint-Colomban de Bains-les-Bains                         | Bains-les-Bains               |         | 48° 00′ 07″ nord, 6° 15′ 54″ est |                |                                                                                |             | Église Saint-Colomban de Bains-les-Bains                         |
| Église Saint-Michel de Bainville-aux-Saules                      | Bainville-aux-Saules          |         | 48° 12′ 19″ nord, 6° 08′ 14″ est |                |                                                                                |             | Église Saint-Michel de Bainville-aux-Saules                      |
| Église de la Nativité-de-Notre-Dame de Balléville                | Balléville                    |         | 48° 19′ 49″ nord, 5° 50′ 59″ est |                |                                                                                |             | Église de la Nativité-de-Notre-Dame de Balléville                |
| Église de l'Assomption-de-Notre-Dame de Ban-de-Laveline          | Ban-de-Laveline               |         | 48° 14′ 43″ nord, 7° 04′ 01″ est |                |                                                                                |             | Église de l'Assomption-de-Notre-Dame de Ban-de-Laveline          |
| Église Saint-Grégoire de Launois                                 | Ban-de-Sapt                   |         | 48° 20′ 35″ nord, 7° 00′ 46″ est | « IA88001403 » |                                                                                |             | Église Saint-Grégoire de Launois                                 |
| Église Sainte-Agathe de Clefcy                                   | Ban-sur-Meurthe-Clefcy        |         | 48° 10′ 16″ nord, 6° 58′ 45″ est |                |                                                                                |             | Église Sainte-Agathe de Clefcy                                   |
| Église Saint-Epvre de Barville                                   | Barville                      |         | 48° 23′ 04″ nord, 5° 47′ 03″ est | « IA00126965 » |                                                                                |             | Église Saint-Epvre de Barville                                   |
| Église Saint-Nicolas de Planois                                  | Basse-sur-le-Rupt             |         | 47° 59′ 20″ nord, 6° 45′ 57″ est |                |                                                                                |             | Église Saint-Nicolas de Planois                                  |
| Église Saint-Remy de Baudricourt                                 | Baudricourt                   |         | 48° 18′ 47″ nord, 6° 03′ 15″ est |                |                                                                                |             | Église Saint-Remy de Baudricourt                                 |
| Église Sainte-Libaire de Bayecourt                               | Bayecourt                     |         | 48° 16′ 01″ nord, 6° 29′ 19″ est |                |                                                                                |             | Église Sainte-Libaire de Bayecourt                               |
| Église Saint-Pierre-Fourier de Bazegney                          | Bazegney                      |         | 48° 15′ 58″ nord, 6° 13′ 38″ est |                |                                                                                |             | Église Saint-Pierre-Fourier de Bazegney                          |
| Église Saint-Remy de Bazoilles-et-Ménil                          | Bazoilles-et-Ménil            |         | 48° 15′ 31″ nord, 6° 13′ 38″ est |                |                                                                                |             | Église Saint-Remy de Bazoilles-et-Ménil                          |
| Église Saint-Martin de Bazoilles-sur-Meuse                       | Bazoilles-sur-Meuse           |         | 48° 18′ 18″ nord, 5° 39′ 31″ est | « IA00126977 » |                                                                                |             | Église Saint-Martin de Bazoilles-sur-Meuse                       |
| Église Saint-Pierre-et-Saint-Paul de Beaufremont                 | Beaufremont                   |         | 48° 15′ 26″ nord, 5° 45′ 14″ est | « IA00126981 » |                                                                                |             | Église Saint-Pierre-et-Saint-Paul de Beaufremont                 |
| Église Saint-Blaise de Bellefontaine                             | Bellefontaine                 |         | 48° 00′ 48″ nord, 6° 26′ 40″ est | « IA88000575 » |                                                                                |             | Église Saint-Blaise de Bellefontaine                             |
| Église Saints-Faust-et-Jovin de Belmont-lès-Darney               | Belmont-lès-Darney            |         | 48° 05′ 10″ nord, 6° 00′ 45″ est |                |                                                                                |             | Église Saints-Faust-et-Jovin de Belmont-lès-Darney               |
| Église Notre-Dame-de-l'Assomption de Belmont-sur-Vair            | Belmont-sur-Vair              |         | 48° 15′ 22″ nord, 5° 54′ 24″ est |                |                                                                                |             | Église Notre-Dame-de-l'Assomption de Belmont-sur-Vair            |
| Église Saint-Laurent de Belrupt                                  | Belrupt                       |         | 48° 05′ 22″ nord, 6° 05′ 32″ est |                |                                                                                |             | Église Saint-Laurent de Belrupt                                  |
| Église Sainte-Barbe-et-Saint-Jacques de Bertrimoutier            | Bertrimoutier                 |         | 48° 16′ 16″ nord, 7° 03′ 11″ est |                |                                                                                |             | Église Sainte-Barbe-et-Saint-Jacques de Bertrimoutier            |
| Église Saint-Brice de Bettegney-Saint-Brice                      | Bettegney-Saint-Brice         |         | 48° 17′ 59″ nord, 6° 18′ 20″ est |                |                                                                                |             | Église Saint-Brice de Bettegney-Saint-Brice                      |
| Église Saint-Matthieu de Bettoncourt                             | Bettoncourt                   |         | 48° 21′ 00″ nord, 6° 09′ 43″ est |                |                                                                                |             | Église Saint-Matthieu de Bettoncourt                             |
| Église Saint-Antoine de Biffontaine                              | Biffontaine                   |         | 48° 12′ 43″ nord, 6° 48′ 18″ est |                |                                                                                |             | Église Saint-Antoine de Biffontaine                              |
| Église Saint-Remy de Biécourt                                    | Biécourt                      |         | 48° 19′ 26″ nord, 5° 57′ 25″ est |                |                                                                                |             | Église Saint-Remy de Biécourt                                    |
| Abbatiale Saint-Maur de Bleurville                               | Bleurville                    |         | 48° 03′ 42″ nord, 5° 57′ 51″ est | « PA00107095 » | Classé MH                                                                      | 1986        | Abbatiale Saint-Maur de Bleurville                               |
| Église Saint-Pierre-aux-Liens de Bleurville                      | Bleurville                    |         | 48° 03′ 41″ nord, 5° 57′ 41″ est |                |                                                                                |             | Église Saint-Pierre-aux-Liens de Bleurville                      |
| Église Saint-Pierre de Blevaincourt                              | Blevaincourt                  |         | 48° 07′ 31″ nord, 5° 40′ 56″ est |                |                                                                                |             | Église Saint-Pierre de Blevaincourt                              |
| Église Saint-Hubert de Blémerey                                  | Blémerey                      |         | 48° 21′ 36″ nord, 6° 02′ 51″ est |                |                                                                                |             | Église Saint-Hubert de Blémerey                                  |
| Église Saint-Epvre de Bonvillet                                  | Bonvillet                     |         | 48° 05′ 54″ nord, 6° 03′ 23″ est |                |                                                                                |             | Église Saint-Epvre de Bonvillet                                  |
| Église de l'Assomption-de-Notre-Dame de Boulaincourt             | Boulaincourt                  |         | 48° 22′ 21″ nord, 6° 04′ 58″ est |                |                                                                                |             | Église de l'Assomption-de-Notre-Dame de Boulaincourt             |
| Église Saint-Mathieu de Bouxières-aux-Bois                       | Bouxières-aux-Bois            |         | 48° 15′ 51″ nord, 6° 19′ 03″ est |                |                                                                                |             | Église Saint-Mathieu de Bouxières-aux-Bois                       |
| Église Saint-Maur de Bouxurulles                                 | Bouxurulles                   |         | 48° 20′ 03″ nord, 6° 14′ 02″ est |                |                                                                                |             | Église Saint-Maur de Bouxurulles                                 |
| Église Saint-Georges de Bouzemont                                | Bouzemont                     |         | 48° 14′ 56″ nord, 6° 14′ 08″ est | « PA00107096 » | Classé MH                                                                      | 1987        | Église Saint-Georges de Bouzemont                                |
| Église de l'Assomption-de-Notre-Dame de Brantigny                | Brantigny                     |         | 48° 20′ 32″ nord, 6° 16′ 38″ est |                |                                                                                |             | Église de l'Assomption-de-Notre-Dame de Brantigny                |
| Église Saint-Epvre de Brechainville                              | Brechainville                 |         | 48° 21′ 59″ nord, 5° 29′ 09″ est | « IA00126982 » |                                                                                |             | Église Saint-Epvre de Brechainville                              |
| Église de l'Exaltation-de-la-Sainte-Croix de Brouvelieures       | Brouvelieures                 |         | 48° 14′ 09″ nord, 6° 43′ 53″ est |                |                                                                                |             | Église de l'Exaltation-de-la-Sainte-Croix de Brouvelieures       |
| Église Notre-Dame-de-l'Assomption de Bruyères                    | Bruyères                      |         | 48° 12′ 43″ nord, 6° 43′ 14″ est |                |                                                                                |             | Église Notre-Dame-de-l'Assomption de Bruyères                    |
| Église Saint-Jean-Baptiste de Brû                                | Brû                           |         | 48° 20′ 59″ nord, 6° 40′ 53″ est |                |                                                                                |             | Église Saint-Jean-Baptiste de Brû                                |
| Église Saints-Pierre-et-Paul de Bulgnéville                      | Bulgnéville                   |         | 48° 12′ 33″ nord, 5° 50′ 07″ est |                |                                                                                |             | Église Saints-Pierre-et-Paul de Bulgnéville                      |
| Église de la Nativité-de-Notre-Dame de Bult                      | Bult                          |         | 48° 17′ 39″ nord, 6° 36′ 16″ est |                |                                                                                |             | Église de la Nativité-de-Notre-Dame de Bult                      |
| Église Sainte-Barbe de Bussang                                   | Bussang                       |         | 47° 53′ 09″ nord, 6° 51′ 13″ est |                |                                                                                |             | Église Sainte-Barbe de Bussang                                   |
| Église Saint-Pierre-et-Saint-Paul de Celles-sur-Plaine           | Celles-sur-Plaine             |         | 48° 27′ 22″ nord, 6° 56′ 56″ est |                |                                                                                |             | Église Saint-Pierre-et-Saint-Paul de Celles-sur-Plaine           |
| Église Saint-Paul de Certilleux                                  | Certilleux                    |         | 48° 18′ 44″ nord, 5° 43′ 39″ est | « IA00126987 » |                                                                                |             | Église Saint-Paul de Certilleux                                  |
| Église Notre-Dame de Champ-le-Duc                                | Champ-le-Duc                  |         | 48° 11′ 29″ nord, 6° 43′ 19″ est | « PA00107102 » | Classé MH                                                                      | 1908        | Église Notre-Dame de Champ-le-Duc                                |
| Église de la Nativité-de-Notre-Dame de Champdray                 | Champdray                     |         | 48° 08′ 05″ nord, 6° 45′ 08″ est |                |                                                                                |             | Église de la Nativité-de-Notre-Dame de Champdray                 |
| Église Saint-Pierre-Fourier de Chantraine                        | Chantraine                    |         | 48° 10′ 19″ nord, 6° 26′ 06″ est |                |                                                                                |             | Église Saint-Pierre-Fourier de Chantraine                        |
| Église Saint-Nicolas de Charmes                                  | Charmes                       |         | 48° 22′ 16″ nord, 6° 17′ 41″ est | « PA00107104 » | Classé MH Chapelle Saint-Hubert ; Inscrit MH Église, sauf chapelle classée     | 1913 ; 1926 | Église Saint-Nicolas de Charmes                                  |
| Église Sainte-Gébétrude de Charmois-devant-Bruyères              | Charmois-devant-Bruyères      |         | 48° 10′ 11″ nord, 6° 35′ 36″ est |                |                                                                                |             | Église Sainte-Gébétrude de Charmois-devant-Bruyères              |
| Église Saint-Léger de Charmois-l'Orgueilleux                     | Charmois-l'Orgueilleux        |         | 48° 06′ 12″ nord, 6° 16′ 12″ est |                |                                                                                |             | Église Saint-Léger de Charmois-l'Orgueilleux                     |
| Église de la Nativité-de-Notre-Dame de Chaumousey                | Chaumousey                    |         | 48° 10′ 25″ nord, 6° 20′ 06″ est |                |                                                                                |             | Église de la Nativité-de-Notre-Dame de Chaumousey                |
| Église Saint-Èvre de Chavelot                                    | Chavelot                      |         | 48° 14′ 02″ nord, 6° 26′ 20″ est |                |                                                                                |             | Église Saint-Èvre de Chavelot                                    |
| Église Saint-Jean-Baptiste de Chef-Haut                          | Chef-Haut                     |         | 48° 21′ 23″ nord, 6° 00′ 56″ est |                |                                                                                |             | Église Saint-Jean-Baptiste de Chef-Haut                          |
| Église Saint-Jean-Baptiste de Cheniménil                         | Cheniménil                    |         | 48° 08′ 22″ nord, 6° 36′ 12″ est |                |                                                                                |             | Église Saint-Jean-Baptiste de Cheniménil                         |
| Église Saint-Barthélemy de Chermisey                             | Chermisey                     |         | 48° 25′ 00″ nord, 5° 34′ 11″ est |                |                                                                                |             | Église Saint-Barthélemy de Chermisey                             |
| Église des Saints-Anges-et-Sainte-Barbe de Châtas                | Châtas                        |         | 48° 21′ 42″ nord, 7° 02′ 10″ est |                |                                                                                |             | Église des Saints-Anges-et-Sainte-Barbe de Châtas                |
| Église Saint-Laurent de Châtel-sur-Moselle                       | Châtel-sur-Moselle            |         | 48° 18′ 49″ nord, 6° 23′ 37″ est | « PA00107106 » | Classé MH                                                                      | 1907        | Église Saint-Laurent de Châtel-sur-Moselle                       |
| Église Saint-Pierre de Châtenois                                 | Châtenois                     |         | 48° 18′ 05″ nord, 5° 49′ 59″ est |                |                                                                                |             | Église Saint-Pierre de Châtenois                                 |
| Église de la Nativité-de-Notre-Dame de Châtillon-sur-Saône       | Châtillon-sur-Saône           |         | 47° 56′ 53″ nord, 5° 53′ 12″ est |                |                                                                                |             | Église de la Nativité-de-Notre-Dame de Châtillon-sur-Saône       |
| Église Saint-Claude de Circourt                                  | Circourt                      |         | 48° 15′ 12″ nord, 6° 17′ 00″ est |                |                                                                                |             | Église Saint-Claude de Circourt                                  |
| Église Saint-Michel de Circourt-sur-Mouzon                       | Circourt-sur-Mouzon           |         | 48° 17′ 48″ nord, 5° 42′ 34″ est | « IA00126989 » |                                                                                |             | Église Saint-Michel de Circourt-sur-Mouzon                       |
| Église Saint-Guérin de Claudon                                   | Claudon                       |         | 48° 01′ 54″ nord, 6° 02′ 04″ est |                |                                                                                |             | Église Saint-Guérin de Claudon                                   |
| Église Saint-Mathieu de Clérey-la-Côte                           | Clérey-la-Côte                |         | 48° 28′ 59″ nord, 5° 45′ 28″ est |                |                                                                                |             | Église Saint-Mathieu de Clérey-la-Côte                           |
| Église Saint-Martin de Clézentaine                               | Clézentaine                   |         | 48° 24′ 30″ nord, 6° 32′ 26″ est |                |                                                                                |             | Église Saint-Martin de Clézentaine                               |
| Église Saint-Claude de Coinches                                  | Coinches                      |         | 48° 15′ 05″ nord, 7° 01′ 22″ est |                |                                                                                |             | Église Saint-Claude de Coinches                                  |
| Église Saint-Jean-Baptiste de Colroy-la-Grande                   | Colroy-la-Grande              |         | 48° 19′ 01″ nord, 7° 06′ 40″ est | « IA88001124 » |                                                                                |             | Église Saint-Jean-Baptiste de Colroy-la-Grande                   |
| Église Saint-Epvre de Contrexéville                              | Contrexéville                 |         | 48° 10′ 45″ nord, 5° 53′ 44″ est | « PA00107121 » | Inscrit MH Clocher                                                             | 1926        | Église Saint-Epvre de Contrexéville                              |
| Église Notre-Dame-de-l'Assomption de Corcieux                    | Corcieux                      |         | 48° 10′ 22″ nord, 6° 52′ 53″ est |                |                                                                                |             | Église Notre-Dame-de-l'Assomption de Corcieux                    |
| Église Saint-Barthélemy de Cornimont                             | Cornimont                     |         | 47° 57′ 48″ nord, 6° 50′ 14″ est |                |                                                                                |             | Église Saint-Barthélemy de Cornimont                             |
| Église Saint-Laurent de Courcelles-sous-Châtenois                | Courcelles-sous-Châtenois     |         | 48° 19′ 41″ nord, 5° 48′ 57″ est |                |                                                                                |             | Église Saint-Laurent de Courcelles-sous-Châtenois                |
| Église Notre-Dame de Coussey                                     | Coussey                       |         | 48° 24′ 32″ nord, 5° 40′ 57″ est | « PA00107123 » | Classé MH Transept, chœur, clocher et porte ; Classé MH Nef                    | 1908 ; 1942 | Église Notre-Dame de Coussey                                     |
| Église Saint-Maurice de Crainvilliers                            | Crainvilliers                 |         | 48° 08′ 45″ nord, 5° 50′ 00″ est |                |                                                                                |             | Église Saint-Maurice de Crainvilliers                            |
| Église Saint-Médard de Damas-aux-Bois                            | Damas-aux-Bois                |         | 48° 23′ 48″ nord, 6° 27′ 13″ est |                |                                                                                |             | Église Saint-Médard de Damas-aux-Bois                            |
| Église Saint-Médard de Damas-et-Bettegney                        | Damas-et-Bettegney            |         | 48° 12′ 39″ nord, 6° 15′ 44″ est |                |                                                                                |             | Église Saint-Médard de Damas-et-Bettegney                        |
| Église Saint-Bénigne de Damblain                                 | Damblain                      |         | 48° 05′ 52″ nord, 5° 39′ 09″ est | « PA00107124 » | Classé MH                                                                      | 1964        | Église Saint-Bénigne de Damblain                                 |
| Église Sainte-Madeleine de Darney                                | Darney                        |         | 48° 05′ 08″ nord, 6° 02′ 43″ est | « PA00107347 » | Inscrit MH                                                                     | 1992        | Église Sainte-Madeleine de Darney                                |
| Église Saint-Èvre de Darney-aux-Chênes                           | Darney-aux-Chênes             |         | 48° 16′ 49″ nord, 5° 49′ 04″ est |                |                                                                                |             | Église Saint-Èvre de Darney-aux-Chênes                           |
| Église Saint-Maurice de Darnieulles                              | Darnieulles                   |         | 48° 11′ 57″ nord, 6° 21′ 04″ est |                |                                                                                |             | Église Saint-Maurice de Darnieulles                              |
| Église Saint-Dié de Deinvillers                                  | Deinvillers                   |         | 48° 24′ 49″ nord, 6° 33′ 21″ est |                |                                                                                |             | Église Saint-Dié de Deinvillers                                  |
| Église Saint-Pierre de Derbamont                                 | Derbamont                     |         | 48° 16′ 07″ nord, 6° 16′ 01″ est |                |                                                                                |             | Église Saint-Pierre de Derbamont                                 |
| Église Saint-Remy de Destord                                     | Destord                       |         | 48° 16′ 23″ nord, 6° 37′ 18″ est |                |                                                                                |             | Église Saint-Remy de Destord                                     |
| Église Sainte-Menne de Deycimont                                 | Deycimont                     |         | 48° 10′ 00″ nord, 6° 39′ 03″ est |                |                                                                                |             | Église Sainte-Menne de Deycimont                                 |
| Église Saint-Luc de Deyvillers                                   | Deyvillers                    |         | 48° 12′ 06″ nord, 6° 30′ 51″ est |                |                                                                                |             | Église Saint-Luc de Deyvillers                                   |
| Église Saint-Vincent de Dignonville                              | Dignonville                   |         | 48° 14′ 39″ nord, 6° 30′ 24″ est |                |                                                                                |             | Église Saint-Vincent de Dignonville                              |
| Église Saint-Valbert de Docelles                                 | Docelles                      |         | 48° 08′ 45″ nord, 6° 37′ 07″ est |                |                                                                                |             | Église Saint-Valbert de Docelles                                 |
| Église Saint-Étienne de Dogneville                               | Dogneville                    |         | 48° 13′ 23″ nord, 6° 27′ 35″ est | « PA88000051 » | Inscrit MH                                                                     | 2013        | Église Saint-Étienne de Dogneville                               |
| Église Saint-Genest de Dolaincourt                               | Dolaincourt                   |         | 48° 20′ 23″ nord, 5° 48′ 50″ est | « PA00107325 » | Inscrit MH                                                                     | 1989        | Église Saint-Genest de Dolaincourt                               |
| Église Saint-Basle de Dombasle-devant-Darney                     | Dombasle-devant-Darney        |         | 48° 07′ 45″ nord, 6° 04′ 32″ est |                |                                                                                |             | Église Saint-Basle de Dombasle-devant-Darney                     |
| Église Saint-Basle de Dombasle-en-Xaintois                       | Dombasle-en-Xaintois          |         | 48° 18′ 27″ nord, 5° 59′ 25″ est |                |                                                                                |             | Église Saint-Basle de Dombasle-en-Xaintois                       |
| Église Saint-Brice de Dombrot-le-Sec                             | Dombrot-le-Sec                |         | 48° 08′ 40″ nord, 5° 54′ 36″ est | « PA00107129 » | Classé MH                                                                      | 1907        | Église Saint-Brice de Dombrot-le-Sec                             |
| Église Saint-Denis de Dombrot-sur-Vair                           | Dombrot-sur-Vair              |         | 48° 15′ 38″ nord, 5° 53′ 40″ est |                |                                                                                |             | Église Saint-Denis de Dombrot-sur-Vair                           |
| Église Saint-Laurent du Haut de Belmont                          | Domfaing                      |         | 48° 13′ 33″ nord, 6° 44′ 50″ est | « PA00107132 » | Inscrit MH Clocher                                                             | 1926        | Église Saint-Laurent du Haut de Belmont                          |
| Église Saint-Julien de Domjulien                                 | Domjulien                     |         | 48° 15′ 09″ nord, 5° 59′ 50″ est | « PA00107133 » | Inscrit MH Chœur                                                               | 1925        | Église Saint-Julien de Domjulien                                 |
| Église Saint-Martin de Dommartin-aux-Bois                        | Dommartin-aux-Bois            |         | 48° 09′ 35″ nord, 6° 16′ 32″ est |                |                                                                                |             | Église Saint-Martin de Dommartin-aux-Bois                        |
| Église Saint-Laurent de Dommartin-lès-Remiremont                 | Dommartin-lès-Remiremont      |         | 47° 59′ 59″ nord, 6° 38′ 42″ est |                |                                                                                |             | Église Saint-Laurent de Dommartin-lès-Remiremont                 |
| Église Saint-Martin de Dommartin-lès-Vallois                     | Dommartin-lès-Vallois         |         | 48° 09′ 19″ nord, 6° 05′ 11″ est |                |                                                                                |             | Église Saint-Martin de Dommartin-lès-Vallois                     |
| Église Saint-Martin de Dommartin-sur-Vraine                      | Dommartin-sur-Vraine          |         | 48° 20′ 10″ nord, 5° 54′ 10″ est | « PA88000039 » | Inscrit MH En totalité, le choeur avec son enfeu ainsi que la chapelle nord    | 2004        | Église Saint-Martin de Dommartin-sur-Vraine                      |
| Église Saint-Jean-Baptiste de la Viéville                        | Dompaire                      |         | 48° 13′ 38″ nord, 6° 13′ 11″ est | « PA00107136 » | Classé MH                                                                      | 1943        | Église Saint-Jean-Baptiste de la Viéville                        |
| Église Saint-Nicolas de Dompaire                                 | Dompaire                      |         | 48° 13′ 13″ nord, 6° 13′ 40″ est |                |                                                                                |             | Église Saint-Nicolas de Dompaire                                 |
| Église Saint-Étienne de Dompierre                                | Dompierre                     |         | 48° 15′ 15″ nord, 6° 33′ 50″ est |                |                                                                                |             | Église Saint-Étienne de Dompierre                                |
| Église Sainte-Céline de Domptail                                 | Domptail                      |         | 48° 26′ 50″ nord, 6° 36′ 54″ est |                |                                                                                |             | Église Sainte-Céline de Domptail                                 |
| Basilique du Bois-Chenu                                          | Domrémy-la-Pucelle            |         | 48° 25′ 41″ nord, 5° 40′ 10″ est | « PA88000042 » | Classé MH                                                                      | 2013        | Basilique du Bois-Chenu                                          |
| Église Saint-Rémy de Domrémy-la-Pucelle                          | Domrémy-la-Pucelle            |         | 48° 26′ 32″ nord, 5° 40′ 29″ est | « PA00107137 » | Classé MH                                                                      | 1946        | Église Saint-Rémy de Domrémy-la-Pucelle                          |
| Église Saint-Vallier de Domvallier                               | Domvallier                    |         | 48° 18′ 31″ nord, 6° 05′ 07″ est |                |                                                                                |             | Église Saint-Vallier de Domvallier                               |
| Église Saint-Epvre de Domèvre-sous-Montfort                      | Domèvre-sous-Montfort         |         | 48° 15′ 03″ nord, 6° 04′ 00″ est |                |                                                                                |             | Église Saint-Epvre de Domèvre-sous-Montfort                      |
| Église Saint-Èvre de Domèvre-sur-Avière                          | Domèvre-sur-Avière            |         | 48° 12′ 50″ nord, 6° 22′ 49″ est |                |                                                                                |             | Église Saint-Èvre de Domèvre-sur-Avière                          |
| Église Saint-Maurice de Domèvre-sur-Durbion                      | Domèvre-sur-Durbion           |         | 48° 17′ 07″ nord, 6° 28′ 20″ est | « PA00107131 » | Inscrit MH                                                                     | 1926        | Église Saint-Maurice de Domèvre-sur-Durbion                      |
| Église Saint-Cyriaque de Doncières                               | Doncières                     |         | 48° 23′ 40″ nord, 6° 38′ 09″ est |                |                                                                                |             | Église Saint-Cyriaque de Doncières                               |
| Église Saint-Médard de Dounoux                                   | Dounoux                       |         | 48° 06′ 24″ nord, 6° 26′ 36″ est |                |                                                                                |             | Église Saint-Médard de Dounoux                                   |
| Église Saint-Vincent d'Entre-deux-Eaux                           | Entre-deux-Eaux               |         | 48° 13′ 50″ nord, 6° 59′ 32″ est |                |                                                                                |             | Église Saint-Vincent d'Entre-deux-Eaux                           |
| Église de l'Invention-de-Saint-Étienne d'Escles                  | Escles                        |         | 48° 07′ 47″ nord, 6° 10′ 40″ est |                |                                                                                |             | Église de l'Invention-de-Saint-Étienne d'Escles                  |
| Église Saint-André d'Esley                                       | Esley                         |         | 48° 10′ 05″ nord, 6° 03′ 34″ est | « PA00107163 » | Classé MH Crypte                                                               | 1910        | Église Saint-André d'Esley                                       |
| Église Saint-Pierre d'Essegney                                   | Essegney                      |         | 48° 22′ 07″ nord, 6° 18′ 59″ est |                |                                                                                |             | Église Saint-Pierre d'Essegney                                   |
| Église Saint-Remy d'Estrennes                                    | Estrennes                     |         | 48° 15′ 30″ nord, 6° 03′ 00″ est |                |                                                                                |             | Église Saint-Remy d'Estrennes                                    |
| Église Saint-Remi de Fauconcourt                                 | Fauconcourt                   |         | 48° 22′ 22″ nord, 6° 32′ 23″ est |                |                                                                                |             | Église Saint-Remi de Fauconcourt                                 |
| Église Saint-Vincent-de-Paul de Ferdrupt                         | Ferdrupt                      |         | 47° 54′ 25″ nord, 6° 42′ 35″ est |                |                                                                                |             | Église Saint-Vincent-de-Paul de Ferdrupt                         |
| Église de l'Assomption-de-Notre-Dame de Fignévelle               | Fignévelle                    |         | 47° 59′ 31″ nord, 5° 54′ 47″ est |                |                                                                                |             | Église de l'Assomption-de-Notre-Dame de Fignévelle               |
| Église Saint-Basle de Florémont                                  | Florémont                     |         | 48° 22′ 02″ nord, 6° 15′ 17″ est |                |                                                                                |             | Église Saint-Basle de Florémont                                  |
| Église Saint-Laurent de Fontenay                                 | Fontenay                      |         | 48° 13′ 04″ nord, 6° 35′ 24″ est |                |                                                                                |             | Église Saint-Laurent de Fontenay                                 |
| Église Saint-Mansuy de Fontenoy-le-Château                       | Fontenoy-le-Château           |         | 47° 58′ 25″ nord, 6° 11′ 57″ est | « PA00107167 » | Classé MH Eglise à l'exception de la première travée occidentale et de la tour | 1922        | Église Saint-Mansuy de Fontenoy-le-Château                       |
| Église Saint-Valbert de Fouchécourt                              | Fouchécourt                   |         | 48° 00′ 32″ nord, 5° 51′ 34″ est |                |                                                                                |             | Église Saint-Valbert de Fouchécourt                              |
| Église Saint-Martin de Frain                                     | Frain                         |         | 48° 05′ 11″ nord, 5° 52′ 44″ est |                |                                                                                |             | Église Saint-Martin de Frain                                     |
| Église Saint-Blaise-et-Notre-Dame-de-la-Nativité                 | Fraize                        |         | 48° 11′ 14″ nord, 6° 59′ 53″ est |                |                                                                                |             | Église Saint-Blaise-et-Notre-Dame-de-la-Nativité                 |
| Église Sainte-Colombe de Frebécourt                              | Frebécourt                    |         | 48° 23′ 32″ nord, 5° 40′ 21″ est |                |                                                                                |             | Église Sainte-Colombe de Frebécourt                              |
| Église Saint-Pierre-ès-Liens de Fremifontaine                    | Fremifontaine                 |         | 48° 16′ 33″ nord, 6° 41′ 35″ est | « IA88001231 » |                                                                                |             | Église Saint-Pierre-ès-Liens de Fremifontaine                    |
| Église Saint-Léger de Frenelle-la-Grande                         | Frenelle-la-Grande            |         | 48° 21′ 23″ nord, 6° 05′ 04″ est |                |                                                                                |             | Église Saint-Léger de Frenelle-la-Grande                         |
| Église Saint-Élophe de Frenelle-la-Petite                        | Frenelle-la-Petite            |         | 48° 21′ 05″ nord, 6° 03′ 49″ est |                |                                                                                |             | Église Saint-Élophe de Frenelle-la-Petite                        |
| Église Saint-Brice de Fresse-sur-Moselle                         | Fresse-sur-Moselle            |         | 47° 52′ 33″ nord, 6° 47′ 20″ est |                |                                                                                |             | Église Saint-Brice de Fresse-sur-Moselle                         |
| Église Saint-Martin de Frizon                                    | Frizon                        |         | 48° 17′ 10″ nord, 6° 21′ 50″ est |                |                                                                                |             | Église Saint-Martin de Frizon                                    |
| Église Saint-Pierre-Saint-Paul de Fréville                       | Fréville                      |         | 48° 19′ 33″ nord, 5° 36′ 32″ est |                |                                                                                |             | Image manquante Téléverser                                       |
| Église Saint-Martin d'Adompt                                     | Gelvécourt-et-Adompt          |         | 48° 12′ 01″ nord, 6° 09′ 49″ est | « PA00107172 » | Inscrit MH                                                                     | 1926        | Église Saint-Martin d'Adompt                                     |
| Église Saint-Maur de Gemmelaincourt                              | Gemmelaincourt                |         | 48° 16′ 35″ nord, 5° 58′ 01″ est |                |                                                                                |             | Église Saint-Maur de Gemmelaincourt                              |
| Église Saint-Rémi de Gendreville                                 | Gendreville                   |         | 48° 14′ 02″ nord, 5° 43′ 01″ est |                |                                                                                |             | Église Saint-Rémi de Gendreville                                 |
| Église Saint-Barthélémy de Gérardmer                             | Gérardmer                     |         | 48° 04′ 16″ nord, 6° 52′ 46″ est |                |                                                                                |             | Église Saint-Barthélémy de Gérardmer                             |
| Église Saint-Jean-Baptiste de Gerbépal                           | Gerbépal                      |         | 48° 08′ 59″ nord, 6° 55′ 19″ est |                |                                                                                |             | Église Saint-Jean-Baptiste de Gerbépal                           |
| Église Saint-Médard de Gigney                                    | Gigney                        |         | 48° 13′ 49″ nord, 6° 20′ 15″ est |                |                                                                                |             | Église Saint-Médard de Gigney                                    |
| Église Saint-Ulrich de Gignéville                                | Gignéville                    |         | 48° 06′ 30″ nord, 5° 54′ 39″ est |                |                                                                                |             | Église Saint-Ulrich de Gignéville                                |
| Église Saint-Brice de Girancourt                                 | Girancourt                    |         | 48° 09′ 43″ nord, 6° 18′ 30″ est |                |                                                                                |             | Église Saint-Brice de Girancourt                                 |
| Église Saint-Martin de Gircourt-lès-Viéville                     | Gircourt-lès-Viéville         |         | 48° 20′ 24″ nord, 6° 11′ 39″ est |                |                                                                                |             | Église Saint-Martin de Gircourt-lès-Viéville                     |
| Église Saint-Barthélemy de Girecourt-sur-Durbion                 | Girecourt-sur-Durbion         |         | 48° 14′ 52″ nord, 6° 36′ 08″ est |                |                                                                                |             | Église Saint-Barthélemy de Girecourt-sur-Durbion                 |
| Église de l'Immaculée-Conception de Girmont-Val-d'Ajol           | Girmont-Val-d'Ajol            |         | 47° 57′ 17″ nord, 6° 33′ 31″ est | « IA88000661 » |                                                                                |             | Église de l'Immaculée-Conception de Girmont-Val-d'Ajol           |
| Église Saint-Brice de Gironcourt-sur-Vraine                      | Gironcourt-sur-Vraine         |         | 48° 18′ 51″ nord, 5° 55′ 59″ est |                |                                                                                |             | Église Saint-Brice de Gironcourt-sur-Vraine                      |
| Église Saint-Remy de Godoncourt                                  | Godoncourt                    |         | 47° 59′ 54″ nord, 5° 55′ 16″ est | « PA00107178 » | Classé MH                                                                      | 1907        | Église Saint-Remy de Godoncourt                                  |
| Église Saints-Abdon-et-Sennen de Golbey                          | Golbey                        |         | 48° 11′ 51″ nord, 6° 26′ 22″ est |                |                                                                                |             | Église Saints-Abdon-et-Sennen de Golbey                          |
| Église Saint-Paul de Gorhey                                      | Gorhey                        |         | 48° 11′ 42″ nord, 6° 17′ 02″ est | « PA00107179 » | Inscrit MH Eglise, sauf parties classées ; Classé MH Choeur, transept et tour  | 1989 ; 1990 | Église Saint-Paul de Gorhey                                      |
| Église Sainte-Libaire de Grand                                   | Grand                         |         | 48° 23′ 05″ nord, 5° 29′ 11″ est | « PA00107183 » | Classé MH                                                                      | 1994        | Église Sainte-Libaire de Grand                                   |
| Église Saint-Nicolas de Grandrupt-de-Bains                       | Grandrupt-de-Bains            |         | 48° 03′ 53″ nord, 6° 11′ 08″ est |                |                                                                                |             | Église Saint-Nicolas de Grandrupt-de-Bains                       |
| Église de la Nativité-de-Notre-Dame de Grandvillers              | Grandvillers                  |         | 48° 14′ 24″ nord, 6° 40′ 03″ est |                |                                                                                |             | Église de la Nativité-de-Notre-Dame de Grandvillers              |
| Église Saint-Georges de Granges-Aumontzey                        | Granges-Aumontzey             |         | 48° 08′ 43″ nord, 6° 47′ 23″ est |                |                                                                                |             | Église Saint-Georges de Granges-Aumontzey                        |
| Église Saint-Maurice de Greux                                    | Greux                         |         | 48° 26′ 59″ nord, 5° 40′ 35″ est |                |                                                                                |             | Église Saint-Maurice de Greux                                    |
| Église Sainte-Élisabeth de Grignoncourt                          | Grignoncourt                  |         | 47° 57′ 30″ nord, 5° 54′ 26″ est |                |                                                                                |             | Église Sainte-Élisabeth de Grignoncourt                          |
| Église de la Nativité-de-Notre-Dame de Gruey-lès-Surance         | Gruey-lès-Surance             |         | 48° 02′ 17″ nord, 6° 10′ 59″ est |                |                                                                                |             | Église de la Nativité-de-Notre-Dame de Gruey-lès-Surance         |
| Église Saint-Barthélemy de Gugney-aux-Aulx                       | Gugney-aux-Aulx               |         | 48° 18′ 20″ nord, 6° 16′ 06″ est | « PA00107185 » | Inscrit MH                                                                     | 1926        | Église Saint-Barthélemy de Gugney-aux-Aulx                       |
| Église de l'Assomption-de-Notre-Dame de Gugnécourt               | Gugnécourt                    |         | 48° 14′ 43″ nord, 6° 37′ 19″ est |                |                                                                                |             | Église de l'Assomption-de-Notre-Dame de Gugnécourt               |
| Église Saint-Martin d'Hadigny-les-Verrières                      | Hadigny-les-Verrières         |         | 48° 19′ 23″ nord, 6° 27′ 46″ est |                |                                                                                |             | Église Saint-Martin d'Hadigny-les-Verrières                      |
| Église Saint-Gengoult d'Hadol                                    | Hadol                         |         | 48° 05′ 27″ nord, 6° 28′ 41″ est |                |                                                                                |             | Église Saint-Gengoult d'Hadol                                    |
| Église de l'Assomption-de-Notre-Dame de Roncourt                 | Hagnéville-et-Roncourt        |         | 48° 14′ 06″ nord, 5° 45′ 22″ est |                |                                                                                |             | Église de l'Assomption-de-Notre-Dame de Roncourt                 |
| Église Sainte-Gontrude d'Hagnéville                              | Hagnéville-et-Roncourt        |         | 48° 15′ 16″ nord, 5° 47′ 57″ est |                |                                                                                |             | Église Sainte-Gontrude d'Hagnéville                              |
| Église Saint-Hilaire d'Hagécourt                                 | Hagécourt                     |         | 48° 14′ 13″ nord, 6° 09′ 15″ est |                |                                                                                |             | Église Saint-Hilaire d'Hagécourt                                 |
| Église Saint-Èvre d'Haillainville                                | Haillainville                 |         | 48° 23′ 37″ nord, 6° 28′ 49″ est |                |                                                                                |             | Église Saint-Èvre d'Haillainville                                |
| Église Saint-Brice d'Harmonville                                 | Harmonville                   |         | 48° 28′ 39″ nord, 5° 51′ 32″ est |                |                                                                                |             | Église Saint-Brice d'Harmonville                                 |
| Église Saint-Èvre d'Harol                                        | Harol                         |         | 48° 09′ 15″ nord, 6° 14′ 51″ est |                |                                                                                |             | Église Saint-Èvre d'Harol                                        |
| Église Saint-Gengoult d'Harsault                                 | Harsault                      |         | 48° 03′ 25″ nord, 6° 14′ 22″ est |                |                                                                                |             | Église Saint-Gengoult d'Harsault                                 |
| Église Saint-Ferréol-et-Saint-Ferjeux d'Haréville                | Haréville                     |         | 48° 12′ 22″ nord, 5° 59′ 56″ est |                |                                                                                |             | Église Saint-Ferréol-et-Saint-Ferjeux d'Haréville                |
| Église Saint-Luc de Hautmougey                                   | Hautmougey                    |         | 48° 01′ 42″ nord, 6° 13′ 58″ est |                |                                                                                |             | Église Saint-Luc de Hautmougey                                   |
| Église Saint-Martin d'Hennecourt                                 | Hennecourt                    |         | 48° 12′ 27″ nord, 6° 17′ 09″ est |                |                                                                                |             | Église Saint-Martin d'Hennecourt                                 |
| Église Saint-Stanislas d'Hennezel                                | Hennezel                      |         | 48° 03′ 18″ nord, 6° 07′ 06″ est |                |                                                                                |             | Église Saint-Stanislas d'Hennezel                                |
| Église Saint-Basle de Tantimont                                  | Hergugney                     |         | 48° 23′ 37″ nord, 6° 11′ 45″ est |                |                                                                                |             | Église Saint-Basle de Tantimont                                  |
| Église Saint-Pient d'Housseras                                   | Housseras                     |         | 48° 18′ 41″ nord, 6° 42′ 44″ est |                |                                                                                |             | Église Saint-Pient d'Housseras                                   |
| Église Saint-Quentin d'Houécourt                                 | Houécourt                     |         | 48° 18′ 02″ nord, 5° 53′ 27″ est |                |                                                                                |             | Église Saint-Quentin d'Houécourt                                 |
| Église Saint-Agnan d'Houéville                                   | Houéville                     |         | 48° 22′ 27″ nord, 5° 48′ 36″ est | « IA00127012 » |                                                                                |             | Image manquante Téléverser                                       |
| Église Saint-Étienne-et-Saint-Gengoult d'Hurbache                | Hurbache                      |         | 48° 21′ 01″ nord, 6° 56′ 06″ est |                |                                                                                |             | Église Saint-Étienne-et-Saint-Gengoult d'Hurbache                |
| Église Saint-Jean-Baptiste d'Hymont                              | Hymont                        |         | 48° 15′ 55″ nord, 6° 08′ 28″ est |                |                                                                                |             | Église Saint-Jean-Baptiste d'Hymont                              |
| Église Saint-Nicolas d'Igney                                     | Igney                         |         | 48° 16′ 26″ nord, 6° 23′ 46″ est | « PA00107187 » | Classé MH Restes de peintures murales dans la tour du 13e siècle               | 1905        | Église Saint-Nicolas d'Igney                                     |
| Église Saint-Brice d'Isches                                      | Isches                        |         | 48° 01′ 01″ nord, 5° 49′ 51″ est | « PA00107188 » | Classé MH                                                                      | 1899        | Église Saint-Brice d'Isches                                      |
| Église Saint-Michel de Jainvillotte                              | Jainvillotte                  |         | 48° 15′ 34″ nord, 5° 41′ 48″ est | « IA00127022 » |                                                                                |             | Image manquante Téléverser                                       |
| Église de l'Assomption-de-Notre-Dame de Jeanménil                | Jeanménil                     |         | 48° 20′ 08″ nord, 6° 41′ 16″ est |                |                                                                                |             | Église de l'Assomption-de-Notre-Dame de Jeanménil                |
| Église Saint-Guérin de Jeuxey                                    | Jeuxey                        |         | 48° 12′ 03″ nord, 6° 29′ 22″ est |                |                                                                                |             | Église Saint-Guérin de Jeuxey                                    |
| Église Saint-Èvre de Jorxey                                      | Jorxey                        |         | 48° 18′ 12″ nord, 6° 14′ 17″ est |                |                                                                                |             | Église Saint-Èvre de Jorxey                                      |
| Église Saint-Eucharie de Jubainville                             | Jubainville                   |         | 48° 27′ 35″ nord, 5° 44′ 31″ est |                |                                                                                |             | Église Saint-Eucharie de Jubainville                             |
| Église Saint-Léger-et-Sainte-Gébertrude de Jussarupt             | Jussarupt                     |         | 48° 09′ 58″ nord, 6° 45′ 20″ est |                |                                                                                |             | Église Saint-Léger-et-Sainte-Gébertrude de Jussarupt             |
| Église Saint-Èvre de Juvaincourt                                 | Juvaincourt                   |         | 48° 19′ 52″ nord, 6° 03′ 26″ est |                |                                                                                |             | Église Saint-Èvre de Juvaincourt                                 |
| Église Saint-Christophe de Jésonville                            | Jésonville                    |         | 48° 07′ 46″ nord, 6° 06′ 32″ est |                |                                                                                |             | Église Saint-Christophe de Jésonville                            |
| Église de l'Assomption-de-Notre-Dame de La Baffe                 | La Baffe                      |         | 48° 09′ 40″ nord, 6° 34′ 29″ est |                |                                                                                |             | Église de l'Assomption-de-Notre-Dame de La Baffe                 |
| Église Saint-Denis de La Bourgonce                               | La Bourgonce                  |         | 48° 18′ 40″ nord, 6° 49′ 40″ est |                |                                                                                |             | Église Saint-Denis de La Bourgonce                               |
| Église Saint-Laurent de La Bresse                                | La Bresse                     |         | 48° 00′ 19″ nord, 6° 52′ 31″ est |                |                                                                                |             | Église Saint-Laurent de La Bresse                                |
| Église Saint-Augustin de La Chapelle-aux-Bois                    | La Chapelle-aux-Bois          |         | 48° 02′ 13″ nord, 6° 19′ 54″ est |                |                                                                                |             | Église Saint-Augustin de La Chapelle-aux-Bois                    |
| Église Sainte-Marie des Aulnouzes du Molieu                      | La Chapelle-aux-Bois          |         | 47° 59′ 58″ nord, 6° 21′ 44″ est |                |                                                                                |             | Image manquante Téléverser                                       |
| Église Saint-Jacques de La Chapelle-devant-Bruyères              | La Chapelle-devant-Bruyères   |         | 48° 10′ 06″ nord, 6° 50′ 25″ est | « PA00107103 » | Inscrit MH Ancien choeur et clocher                                            | 1984        | Église Saint-Jacques de La Chapelle-devant-Bruyères              |
| Église Sainte-Menne de La Chapelle-devant-Bruyères               | La Chapelle-devant-Bruyères   |         | 48° 11′ 04″ nord, 6° 47′ 10″ est |                |                                                                                |             | Église Sainte-Menne de La Chapelle-devant-Bruyères               |
| Église Saint-Nicolas de La Croix-aux-Mines                       | La Croix-aux-Mines            |         | 48° 13′ 11″ nord, 7° 03′ 12″ est |                |                                                                                |             | Église Saint-Nicolas de La Croix-aux-Mines                       |
| Église Saint-Gondelbert de La Grande-Fosse                       | La Grande-Fosse               |         | 48° 20′ 19″ nord, 7° 04′ 10″ est | « IA88001122 » |                                                                                |             | Église Saint-Gondelbert de La Grande-Fosse                       |
| Église Saint-Augustin de La Haye                                 | La Haye                       |         | 48° 03′ 51″ nord, 6° 13′ 35″ est |                |                                                                                |             | Église Saint-Augustin de La Haye                                 |
| Église Sainte-Madeleine de La Houssière                          | La Houssière                  |         | 48° 11′ 43″ nord, 6° 51′ 13″ est |                |                                                                                |             | Église Sainte-Madeleine de La Houssière                          |
| Église Saint-Jean-Baptiste de Saint-Jean-du-Marché               | La Neuveville-devant-Lépanges |         | 48° 08′ 38″ nord, 6° 40′ 56″ est |                |                                                                                |             | Église Saint-Jean-Baptiste de Saint-Jean-du-Marché               |
| Église Notre-Dame de La Neuveville-sous-Châtenois                | La Neuveville-sous-Châtenois  |         | 48° 17′ 30″ nord, 5° 53′ 05″ est |                |                                                                                |             | Église Notre-Dame de La Neuveville-sous-Châtenois                |
| Église Saint-Romaric de La Neuveville-sous-Montfort              | La Neuveville-sous-Montfort   |         | 48° 13′ 31″ nord, 6° 01′ 11″ est |                |                                                                                |             | Église Saint-Romaric de La Neuveville-sous-Montfort              |
| Église Saint-Joseph de La Petite-Fosse                           | La Petite-Fosse               |         | 48° 19′ 18″ nord, 7° 03′ 15″ est | « IA88001121 » |                                                                                |             | Église Saint-Joseph de La Petite-Fosse                           |
| Église Saint-Sébastien-et-Saint-Quirin de La Petite-Raon         | La Petite-Raon                |         | 48° 24′ 22″ nord, 6° 59′ 37″ est |                |                                                                                |             | Église Saint-Sébastien-et-Saint-Quirin de La Petite-Raon         |
| Église Notre-Dame-de-la-Nativité de la Vacheresse                | La Vacheresse-et-la-Rouillie  |         | 48° 08′ 59″ nord, 5° 47′ 12″ est |                |                                                                                |             | Église Notre-Dame-de-la-Nativité de la Vacheresse                |
| Église Saint-Nicolas de la Rouillie                              | La Vacheresse-et-la-Rouillie  |         | 48° 09′ 07″ nord, 5° 48′ 12″ est |                |                                                                                |             | Église Saint-Nicolas de la Rouillie                              |
| Église de l'Assomption-de-Notre-Dame de La Voivre                | La Voivre                     |         | 48° 19′ 56″ nord, 6° 54′ 05″ est |                |                                                                                |             | Église de l'Assomption-de-Notre-Dame de La Voivre                |
| Église Notre-Dame-de-l'Assomption de Lamarche                    | Lamarche                      |         | 48° 04′ 09″ nord, 5° 46′ 50″ est | « PA00107190 » | Classé MH                                                                      | 1997        | Église Notre-Dame-de-l'Assomption de Lamarche                    |
| Église de l'Assomption-de-Notre-Dame de Landaville               | Landaville                    |         | 48° 17′ 31″ nord, 5° 44′ 49″ est | « PA00107192 » | Inscrit MH Clocher                                                             | 1926        | Église de l'Assomption-de-Notre-Dame de Landaville               |
| Église Sainte-Madeleine de Laval-sur-Vologne                     | Laval-sur-Vologne             |         | 48° 11′ 41″ nord, 6° 41′ 53″ est |                |                                                                                |             | Église Sainte-Madeleine de Laval-sur-Vologne                     |
| Église du Sacré-Cœur de Laveline-devant-Bruyères                 | Laveline-devant-Bruyères      |         | 48° 11′ 10″ nord, 6° 45′ 09″ est |                |                                                                                |             | Église du Sacré-Cœur de Laveline-devant-Bruyères                 |
| Église Saint-Maurice du Clerjus                                  | Le Clerjus                    |         | 47° 57′ 35″ nord, 6° 19′ 23″ est |                |                                                                                |             | Église Saint-Maurice du Clerjus                                  |
| Église Saint-Blaise du Ménil                                     | Le Ménil                      |         | 47° 54′ 25″ nord, 6° 46′ 59″ est |                |                                                                                |             | Église Saint-Blaise du Ménil                                     |
| Église de l'Assomption-de-Notre-Dame du Puid                     | Le Puid                       |         | 48° 23′ 26″ nord, 7° 02′ 50″ est |                |                                                                                |             | Église de l'Assomption-de-Notre-Dame du Puid                     |
| Église Saint-Jean-du-Mont du Saulcy                              | Le Saulcy                     |         | 48° 24′ 46″ nord, 7° 02′ 16″ est |                |                                                                                |             | Image manquante Téléverser                                       |
| Église Sainte-Claire de Julienrupt                               | Le Syndicat                   |         | 48° 03′ 28″ nord, 6° 42′ 35″ est |                |                                                                                |             | Église Sainte-Claire de Julienrupt                               |
| Église Saint-Jean-Baptiste du Thillot                            | Le Thillot                    |         | 47° 52′ 47″ nord, 6° 45′ 59″ est |                |                                                                                |             | Église Saint-Jean-Baptiste du Thillot                            |
| Église Saint-Joseph du Tholy                                     | Le Tholy                      |         | 48° 04′ 58″ nord, 6° 44′ 36″ est | « PA88000056 » | Inscrit MH                                                                     | 2014        | Église Saint-Joseph du Tholy                                     |
| Église Notre-Dame du Val-d'Ajol                                  | Le Val-d'Ajol                 |         | 47° 55′ 32″ nord, 6° 29′ 02″ est | « PA00107310 » | Inscrit MH                                                                     | 1926        | Église Notre-Dame du Val-d'Ajol                                  |
| Église de Faymont                                                | Le Val-d'Ajol                 |         | 47° 56′ 54″ nord, 6° 31′ 20″ est |                |                                                                                |             | Image manquante Téléverser                                       |
| Église Saint-Sylvestre du Valtin                                 | Le Valtin                     |         | 48° 05′ 49″ nord, 7° 01′ 14″ est |                |                                                                                |             | Église Saint-Sylvestre du Valtin                                 |
| Église Saint-Evre de Lemmecourt                                  | Lemmecourt                    |         | 48° 15′ 43″ nord, 5° 44′ 14″ est |                |                                                                                |             | Église Saint-Evre de Lemmecourt                                  |
| Église Saint-Barthélemy de Lerrain                               | Lerrain                       |         | 48° 08′ 46″ nord, 6° 09′ 03″ est |                |                                                                                |             | Église Saint-Barthélemy de Lerrain                               |
| Église Saint-Éloi des Forges                                     | Les Forges                    |         | 48° 10′ 33″ nord, 6° 23′ 31″ est |                |                                                                                |             | Église Saint-Éloi des Forges                                     |
| Église Saint-Jean-Baptiste des Rouges-Eaux                       | Les Rouges-Eaux               |         | 48° 15′ 47″ nord, 6° 48′ 10″ est |                |                                                                                |             | Église Saint-Jean-Baptiste des Rouges-Eaux                       |
| Couvent des Cordeliers des Thons                                 | Les Thons                     |         | 47° 59′ 39″ nord, 5° 53′ 27″ est | « PA00107304 » | Classé MH                                                                      | 1980        | Couvent des Cordeliers des Thons                                 |
| Église Saint-Pancrace du Petit Thon                              | Les Thons                     |         | 47° 59′ 33″ nord, 5° 53′ 27″ est |                |                                                                                |             | Église Saint-Pancrace du Petit Thon                              |
| Église Saint-Pierre-aux-Liens du Grand Thon                      | Les Thons                     |         | 47° 59′ 14″ nord, 5° 52′ 58″ est |                |                                                                                |             | Église Saint-Pierre-aux-Liens du Grand Thon                      |
| Église Saint-Michel des Vallois                                  | Les Vallois                   |         | 48° 09′ 25″ nord, 6° 07′ 25″ est |                |                                                                                |             | Église Saint-Michel des Vallois                                  |
| Église Saint-Remy des Voivres                                    | Les Voivres                   |         | 48° 01′ 52″ nord, 6° 17′ 42″ est |                |                                                                                |             | Église Saint-Remy des Voivres                                    |
| Église Saint-Vincent de Liffol-le-Grand                          | Liffol-le-Grand               |         | 48° 19′ 13″ nord, 5° 34′ 51″ est | « IA00127039 » |                                                                                |             | Église Saint-Vincent de Liffol-le-Grand                          |
| Église Saint-Pierre-aux-Liens de Lignéville                      | Lignéville                    |         | 48° 10′ 02″ nord, 5° 57′ 08″ est | « PA00107194 » | Inscrit MH                                                                     | 1948        | Église Saint-Pierre-aux-Liens de Lignéville                      |
| Église Saint-Valbert de Lironcourt                               | Lironcourt                    |         | 47° 58′ 10″ nord, 5° 53′ 39″ est |                |                                                                                |             | Église Saint-Valbert de Lironcourt                               |
| Église Saint-Nicolas-et-Saint-Gérard de Liézey                   | Liézey                        |         | 48° 05′ 39″ nord, 6° 48′ 17″ est |                |                                                                                |             | Église Saint-Nicolas-et-Saint-Gérard de Liézey                   |
| Église Saint-Remy de Longchamp                                   | Longchamp                     |         | 48° 13′ 32″ nord, 6° 30′ 47″ est |                |                                                                                |             | Image manquante Téléverser                                       |
| Église Saint-Élophe de Longchamp-sous-Châtenois                  | Longchamp-sous-Châtenois      |         | 48° 17′ 21″ nord, 5° 49′ 47″ est |                |                                                                                |             | Église Saint-Élophe de Longchamp-sous-Châtenois                  |
| Église de la Pentecôte de Lubine                                 | Lubine                        |         | 48° 18′ 59″ nord, 7° 09′ 10″ est | « IA88001123 » |                                                                                |             | Église de la Pentecôte de Lubine                                 |
| Église Saint-Jean-Baptiste de Lusse                              | Lusse                         |         | 48° 17′ 34″ nord, 7° 06′ 19″ est | « IA88001108 » |                                                                                |             | Église Saint-Jean-Baptiste de Lusse                              |
| Église Saint-Barthélemy de Luvigny                               | Luvigny                       |         | 48° 30′ 04″ nord, 7° 04′ 13″ est |                |                                                                                |             | Église Saint-Barthélemy de Luvigny                               |
| Église Sainte-Libaire de Lépanges-sur-Vologne                    | Lépanges-sur-Vologne          |         | 48° 10′ 25″ nord, 6° 40′ 08″ est |                |                                                                                |             | Église Sainte-Libaire de Lépanges-sur-Vologne                    |
| Église Saint-Martin de Maconcourt                                | Maconcourt                    |         | 48° 21′ 56″ nord, 5° 56′ 29″ est |                |                                                                                |             | Église Saint-Martin de Maconcourt                                |
| Église Sainte-Menne de Madecourt                                 | Madecourt                     |         | 48° 14′ 24″ nord, 6° 07′ 22″ est |                |                                                                                |             | Église Sainte-Menne de Madecourt                                 |
| Église Saint-Martin de Madegney                                  | Madegney                      |         | 48° 17′ 25″ nord, 6° 17′ 47″ est |                |                                                                                |             | Église Saint-Martin de Madegney                                  |
| Église Saint-Laurent de Malaincourt                              | Malaincourt                   |         | 48° 13′ 15″ nord, 5° 45′ 41″ est |                |                                                                                |             | Église Saint-Laurent de Malaincourt                              |
| Église Saint-Jacques de Mandray                                  | Mandray                       |         | 48° 13′ 01″ nord, 6° 59′ 43″ est |                |                                                                                |             | Église Saint-Jacques de Mandray                                  |
| Église Saint-Maurice de Mandres-sur-Vair                         | Mandres-sur-Vair              |         | 48° 13′ 23″ nord, 5° 53′ 32″ est |                |                                                                                |             | Image manquante Téléverser                                       |
| Église Saint-Martin de Marainville-sur-Madon                     | Marainville-sur-Madon         |         | 48° 23′ 50″ nord, 6° 10′ 08″ est |                |                                                                                |             | Église Saint-Martin de Marainville-sur-Madon                     |
| Église de la Nativité-de-Notre-Dame de Marey                     | Marey                         |         | 48° 06′ 03″ nord, 5° 54′ 02″ est |                |                                                                                |             | Église de la Nativité-de-Notre-Dame de Marey                     |
| Église Saint-Remi de Martigny-les-Bains                          | Martigny-les-Bains            |         | 48° 06′ 18″ nord, 5° 49′ 28″ est | « PA00107196 » | Inscrit MH                                                                     | 1926        | Image manquante Téléverser                                       |
| Église Saint-Léger de Martigny-les-Gerbonvaux                    | Martigny-les-Gerbonvaux       |         | 48° 26′ 44″ nord, 5° 47′ 39″ est |                |                                                                                |             | Église Saint-Léger de Martigny-les-Gerbonvaux                    |
| Église Saint-Pierre-aux-Liens de Martinvelle                     | Martinvelle                   |         | 47° 58′ 32″ nord, 5° 59′ 58″ est | « PA00107198 » | Classé MH Porte principale ; Inscrit MH Eglise, sauf porte classée             | 1913 ; 1926 | Église Saint-Pierre-aux-Liens de Martinvelle                     |
| Basilique Saint-Pierre-Fourier de Mattaincourt                   | Mattaincourt                  |         | 48° 16′ 46″ nord, 6° 08′ 02″ est | « PA00107199 » | Inscrit MH                                                                     | 1984        | Basilique Saint-Pierre-Fourier de Mattaincourt                   |
| Église de l'Assomption-de-Notre-Dame de Maxey-sur-Meuse          | Maxey-sur-Meuse               |         | 48° 27′ 03″ nord, 5° 41′ 54″ est |                |                                                                                |             | Église de l'Assomption-de-Notre-Dame de Maxey-sur-Meuse          |
| Église Saint-Nicolas de Mazeley                                  | Mazeley                       |         | 48° 14′ 33″ nord, 6° 20′ 24″ est |                |                                                                                |             | Église Saint-Nicolas de Mazeley                                  |
| Église Saint-Pierre-aux-Liens de Mazirot                         | Mazirot                       |         | 48° 19′ 19″ nord, 6° 08′ 46″ est |                |                                                                                |             | Église Saint-Pierre-aux-Liens de Mazirot                         |
| Église Saint-Remi de Midrevaux                                   | Midrevaux                     |         | 48° 23′ 06″ nord, 5° 36′ 39″ est |                |                                                                                |             | Église Saint-Remi de Midrevaux                                   |
| Église de la Nativité-de-Notre-Dame de Mirecourt                 | Mirecourt                     |         | 48° 18′ 04″ nord, 6° 08′ 05″ est | « PA00107203 » | Classé MH                                                                      | 1985        | Église de la Nativité-de-Notre-Dame de Mirecourt                 |
| Église Saint-Michel de Moncel-sur-Vair                           | Moncel-sur-Vair               |         | 48° 25′ 15″ nord, 5° 42′ 03″ est |                |                                                                                |             | Image manquante Téléverser                                       |
| Église Saint-Valère de Gouécourt                                 | Moncel-sur-Vair               |         | 48° 25′ 01″ nord, 5° 42′ 12″ est |                |                                                                                |             | Image manquante Téléverser                                       |
| Église de l'Assomption-de-Notre-Dame de Mont-lès-Lamarche        | Mont-lès-Lamarche             |         | 48° 01′ 15″ nord, 5° 48′ 23″ est |                |                                                                                |             | Église de l'Assomption-de-Notre-Dame de Mont-lès-Lamarche        |
| Église Saint-Barthélemy de Mont-lès-Neufchâteau                  | Mont-lès-Neufchâteau          |         | 48° 21′ 23″ nord, 5° 38′ 25″ est | « IA00127040 » |                                                                                |             | Église Saint-Barthélemy de Mont-lès-Neufchâteau                  |
| Église Saint-Martin de Monthureux-le-Sec                         | Monthureux-le-Sec             |         | 48° 10′ 16″ nord, 6° 01′ 33″ est |                |                                                                                |             | Église Saint-Martin de Monthureux-le-Sec                         |
| Église Saint-Michel de Monthureux-sur-Saône                      | Monthureux-sur-Saône          |         | 48° 01′ 51″ nord, 5° 58′ 24″ est |                |                                                                                |             | Église Saint-Michel de Monthureux-sur-Saône                      |
| Église Saint-Martin de Morelmaison                               | Morelmaison                   |         | 48° 19′ 14″ nord, 5° 54′ 57″ est |                |                                                                                |             | Église Saint-Martin de Morelmaison                               |
| Église Saint-Maurice de Moriville                                | Moriville                     |         | 48° 20′ 51″ nord, 6° 25′ 56″ est |                |                                                                                |             | Église Saint-Maurice de Moriville                                |
| Église Saint-Maurice de Morizécourt                              | Morizécourt                   |         | 48° 04′ 12″ nord, 5° 51′ 35″ est |                |                                                                                |             | Image manquante Téléverser                                       |
| Église Saint-Mathieu de Bout du Dessous                          | Mortagne                      |         | 48° 16′ 11″ nord, 6° 45′ 16″ est |                |                                                                                |             | Église Saint-Mathieu de Bout du Dessous                          |
| Église Saint-Jean-Baptiste de Morville                           | Morville                      |         | 48° 14′ 12″ nord, 5° 48′ 00″ est |                |                                                                                |             | Église Saint-Jean-Baptiste de Morville                           |
| Église Saint-Valentin de Moussey                                 | Moussey                       |         | 48° 25′ 31″ nord, 7° 01′ 00″ est |                |                                                                                |             | Église Saint-Valentin de Moussey                                 |
| Église Saint-Pierre-aux-Liens de Moyemont                        | Moyemont                      |         | 48° 21′ 06″ nord, 6° 32′ 19″ est |                |                                                                                |             | Église Saint-Pierre-aux-Liens de Moyemont                        |
| Abbatiale Notre-Dame-et-Saint-Hydulphe de Moyenmoutier           | Moyenmoutier                  |         | 48° 22′ 42″ nord, 6° 54′ 45″ est |                |                                                                                |             | Abbatiale Notre-Dame-et-Saint-Hydulphe de Moyenmoutier           |
| Ancienne église Notre-Dame de Médonville                         | Médonville                    |         | 48° 13′ 05″ nord, 5° 43′ 42″ est | « PA00107201 » | Classé MH                                                                      | 1914        | Ancienne église Notre-Dame de Médonville                         |
| Église Notre-Dame de Médonville                                  | Médonville                    |         | 48° 13′ 11″ nord, 5° 43′ 49″ est |                |                                                                                |             | Église Notre-Dame de Médonville                                  |
| Église de l'Assomption-de-Notre-Dame de Méménil                  | Méménil                       |         | 48° 13′ 11″ nord, 6° 36′ 40″ est |                |                                                                                |             | Église de l'Assomption-de-Notre-Dame de Méménil                  |
| Église Saint-Florent de Ménarmont                                | Ménarmont                     |         | 48° 25′ 14″ nord, 6° 38′ 33″ est |                |                                                                                |             | Église Saint-Florent de Ménarmont                                |
| Église Saint-Jacques de Ménil-en-Xaintois                        | Ménil-en-Xaintois             |         | 48° 18′ 30″ nord, 5° 58′ 23″ est |                |                                                                                |             | Église Saint-Jacques de Ménil-en-Xaintois                        |
| Église Saint-Maurice de Ménil-sur-Belvitte                       | Ménil-sur-Belvitte            |         | 48° 23′ 18″ nord, 6° 41′ 27″ est |                |                                                                                |             | Église Saint-Maurice de Ménil-sur-Belvitte                       |
| Église Saint-Christophe de Neufchâteau                           | Neufchâteau                   |         | 48° 21′ 15″ nord, 5° 41′ 38″ est | « PA00107211 » | Classé MH                                                                      | 1908        | Église Saint-Christophe de Neufchâteau                           |
| Église Saint-Nicolas de Neufchâteau                              | Neufchâteau                   |         | 48° 21′ 16″ nord, 5° 41′ 54″ est | « PA00107212 » | Classé MH                                                                      | 1908        | Église Saint-Nicolas de Neufchâteau                              |
| Église Sainte-Ursule de Noncourt                                 | Neufchâteau                   |         | 48° 20′ 50″ nord, 5° 41′ 05″ est |                |                                                                                |             | Église Sainte-Ursule de Noncourt                                 |
| Église Saint-Martin de Rouceux                                   | Neufchâteau                   |         | 48° 21′ 46″ nord, 5° 41′ 30″ est | « IA00126857 » |                                                                                |             | Église Saint-Martin de Rouceux                                   |
| Église Saints-Calixte-et-Julien de Nomexy                        | Nomexy                        |         | 48° 18′ 22″ nord, 6° 23′ 09″ est |                |                                                                                |             | Église Saints-Calixte-et-Julien de Nomexy                        |
| Église Saint-Epvre de Nompatelize                                | Nompatelize                   |         | 48° 19′ 39″ nord, 6° 51′ 12″ est |                |                                                                                |             | Église Saint-Epvre de Nompatelize                                |
| Église Sainte-Catherine de Nonville                              | Nonville                      |         | 48° 04′ 49″ nord, 5° 59′ 25″ est |                |                                                                                |             | Église Sainte-Catherine de Nonville                              |
| Église Saint-Èvre de Norroy                                      | Norroy                        |         | 48° 12′ 57″ nord, 5° 55′ 18″ est |                |                                                                                |             | Église Saint-Èvre de Norroy                                      |
| Église Saint-Martin de Nossoncourt                               | Nossoncourt                   |         | 48° 23′ 54″ nord, 6° 40′ 23″ est |                |                                                                                |             | Église Saint-Martin de Nossoncourt                               |
| Église de l'Assomption-de-Notre-Dame d'Offroicourt               | Offroicourt                   |         | 48° 16′ 41″ nord, 6° 02′ 25″ est |                |                                                                                |             | Église de l'Assomption-de-Notre-Dame d'Offroicourt               |
| Église Saint-Hilaire d'Ollainville                               | Ollainville                   |         | 48° 16′ 03″ nord, 5° 48′ 18″ est |                |                                                                                |             | Église Saint-Hilaire d'Ollainville                               |
| Église Saint-Urbain d'Ortoncourt                                 | Ortoncourt                    |         | 48° 22′ 01″ nord, 6° 30′ 44″ est |                |                                                                                |             | Église Saint-Urbain d'Ortoncourt                                 |
| Église Saint-Brice d'Oëlleville                                  | Oëlleville                    |         | 48° 20′ 06″ nord, 6° 01′ 18″ est |                |                                                                                |             | Église Saint-Brice d'Oëlleville                                  |
| Église Sainte-Libaire de Padoux                                  | Padoux                        |         | 48° 16′ 53″ nord, 6° 34′ 06″ est |                |                                                                                |             | Église Sainte-Libaire de Padoux                                  |
| Église Saint-Luc de Pallegney                                    | Pallegney                     |         | 48° 17′ 37″ nord, 6° 26′ 43″ est |                |                                                                                |             | Église Saint-Luc de Pallegney                                    |
| Église Saint-Martin de Parey-sous-Montfort                       | Parey-sous-Montfort           |         | 48° 15′ 07″ nord, 5° 56′ 43″ est |                |                                                                                |             | Église Saint-Martin de Parey-sous-Montfort                       |
| Église Saint-Martin de Pargny-sous-Mureau                        | Pargny-sous-Mureau            |         | 48° 22′ 06″ nord, 5° 36′ 15″ est | « IA00126833 » |                                                                                |             | Église Saint-Martin de Pargny-sous-Mureau                        |
| Église Sainte-Madeleine de Pierrefitte                           | Pierrefitte                   |         | 48° 10′ 03″ nord, 6° 10′ 42″ est |                |                                                                                |             | Église Sainte-Madeleine de Pierrefitte                           |
| Église Saint-Gengoult de Pierrepont-sur-l'Arentèle               | Pierrepont-sur-l'Arentèle     |         | 48° 15′ 53″ nord, 6° 38′ 55″ est |                |                                                                                |             | Église Saint-Gengoult de Pierrepont-sur-l'Arentèle               |
| Église Saint-Nicolas de Plainfaing                               | Plainfaing                    |         | 48° 10′ 24″ nord, 7° 00′ 55″ est |                |                                                                                |             | Église Saint-Nicolas de Plainfaing                               |
| Église Saint-Amé de Plombières-les-Bains                         | Plombières-les-Bains          |         | 47° 57′ 58″ nord, 6° 27′ 44″ est | « PA00135423 » | Inscrit MH                                                                     | 1995        | Église Saint-Amé de Plombières-les-Bains                         |
| Église Saint-Jean-Baptiste de Ruaux                              | Plombières-les-Bains          |         | 47° 57′ 53″ nord, 6° 25′ 08″ est | « IA88000542 » |                                                                                |             | Image manquante Téléverser                                       |
| Église Saint-Martin de Pompierre                                 | Pompierre                     |         | 48° 15′ 36″ nord, 5° 40′ 25″ est | « PA00107225 » | Classé MH Portail                                                              | 1908        | Église Saint-Martin de Pompierre                                 |
| Église de Pont-lès-Bonfays                                       | Pont-lès-Bonfays              |         | 48° 10′ 05″ nord, 6° 08′ 00″ est |                |                                                                                |             | Image manquante Téléverser                                       |
| Église de l'Exaltation-de-la-Sainte-Croix de Portieux            | Portieux                      |         | 48° 20′ 40″ nord, 6° 20′ 40″ est |                |                                                                                |             | Église de l'Exaltation-de-la-Sainte-Croix de Portieux            |
| Église Saint-Laurent de la Verrerie                              | Portieux                      |         | 48° 21′ 19″ nord, 6° 23′ 31″ est |                |                                                                                |             | Église Saint-Laurent de la Verrerie                              |
| Église Saint-Maurice de Poussay                                  | Poussay                       |         | 48° 19′ 15″ nord, 6° 07′ 28″ est |                |                                                                                |             | Église Saint-Maurice de Poussay                                  |
| Église Saint-Georges de Pouxeux                                  | Pouxeux                       |         | 48° 06′ 30″ nord, 6° 34′ 05″ est |                |                                                                                |             | Église Saint-Georges de Pouxeux                                  |
| Église Sainte-Catherine de Provenchères-sur-Fave                 | Provenchères-et-Colroy        |         | 48° 18′ 33″ nord, 7° 04′ 48″ est | « PA00107344 » | Classé MH Clocher                                                              | 1995        | Église Sainte-Catherine de Provenchères-sur-Fave                 |
| Église Sainte-Colombe de Provenchères-lès-Darney                 | Provenchères-lès-Darney       |         | 48° 07′ 44″ nord, 5° 57′ 24″ est |                |                                                                                |             | Église Sainte-Colombe de Provenchères-lès-Darney                 |
| Église Saint-Élophe de Punerot                                   | Punerot                       |         | 48° 28′ 54″ nord, 5° 48′ 29″ est |                |                                                                                |             | Église Saint-Élophe de Punerot                                   |
| Église Saint-Remy-et-Sainte-Menne de Puzieux                     | Puzieux                       |         | 48° 20′ 07″ nord, 6° 05′ 52″ est |                |                                                                                |             | Église Saint-Remy-et-Sainte-Menne de Puzieux                     |
| Église Saint-Laurent de Racécourt                                | Racécourt                     |         | 48° 15′ 31″ nord, 6° 11′ 20″ est |                |                                                                                |             | Église Saint-Laurent de Racécourt                                |
| Église Saint-Marcel de Rainville                                 | Rainville                     |         | 48° 21′ 28″ nord, 5° 53′ 06″ est |                |                                                                                |             | Image manquante Téléverser                                       |
| Église Sainte-Libaire de Rambervillers                           | Rambervillers                 |         | 48° 20′ 45″ nord, 6° 38′ 10″ est | « PA00107229 » | Classé MH                                                                      | 1986        | Église Sainte-Libaire de Rambervillers                           |
| Église Saints-Remy-et-Blaise de Ramonchamp                       | Ramonchamp                    |         | 47° 53′ 27″ nord, 6° 44′ 23″ est |                |                                                                                |             | Église Saints-Remy-et-Blaise de Ramonchamp                       |
| Église Sainte-Libaire de Rancourt                                | Rancourt                      |         | 48° 13′ 18″ nord, 6° 06′ 27″ est |                |                                                                                |             | Église Sainte-Libaire de Rancourt                                |
| Église Saint-Vincent de Ranrupt                                  | Ranrupt                       |         | 48° 22′ 28″ nord, 7° 11′ 57″ est | « IA67013074 » |                                                                                |             | Église Saint-Vincent de Ranrupt                                  |
| Église Saint-Amé de Raon-aux-Bois                                | Raon-aux-Bois                 |         | 48° 03′ 22″ nord, 6° 31′ 19″ est |                |                                                                                |             | Église Saint-Amé de Raon-aux-Bois                                |
| Église Saint-Luc de Raon-l'Étape                                 | Raon-l'Étape                  |         | 48° 24′ 28″ nord, 6° 50′ 39″ est | « PA00107232 » | Inscrit MH                                                                     | 1986        | Église Saint-Luc de Raon-l'Étape                                 |
| Église Saint-Georges de Raon-l'Étape                             | Raon-l'Étape                  |         | 48° 24′ 22″ nord, 6° 50′ 25″ est |                |                                                                                |             | Église Saint-Georges de Raon-l'Étape                             |
| Église Saint-Louis de la Trouche                                 | Raon-l'Étape                  |         | 48° 24′ 57″ nord, 6° 53′ 06″ est |                |                                                                                |             | Église Saint-Louis de la Trouche                                 |
| Église Saint-Mansuy de Raon-sur-Plaine                           | Raon-sur-Plaine               |         | 48° 30′ 38″ nord, 7° 05′ 41″ est |                |                                                                                |             | Église Saint-Mansuy de Raon-sur-Plaine                           |
| Église Saint-Martin de Rebeuville                                | Rebeuville                    |         | 48° 20′ 06″ nord, 5° 42′ 19″ est | « IA00126842 » |                                                                                |             | Image manquante Téléverser                                       |
| Église Saint-Roch de Regnévelle                                  | Regnévelle                    |         | 47° 59′ 10″ nord, 5° 58′ 16″ est |                |                                                                                |             | Église Saint-Roch de Regnévelle                                  |
| Église Saint-Simon-et-Saint-Jude de Rehaincourt                  | Rehaincourt                   |         | 48° 21′ 46″ nord, 6° 28′ 08″ est |                |                                                                                |             | Église Saint-Simon-et-Saint-Jude de Rehaincourt                  |
| Église Saint-Pierre de Rehaupal                                  | Rehaupal                      |         | 48° 07′ 12″ nord, 6° 43′ 54″ est |                |                                                                                |             | Église Saint-Pierre de Rehaupal                                  |
| Église Notre-Dame de Relanges                                    | Relanges                      |         | 48° 06′ 41″ nord, 6° 00′ 47″ est | « PA00107252 » | Classé MH                                                                      | 1899        | Église Notre-Dame de Relanges                                    |
| Église Saint-Remy de Remicourt                                   | Remicourt                     |         | 48° 17′ 07″ nord, 6° 03′ 36″ est |                |                                                                                |             | Église Saint-Remy de Remicourt                                   |
| Église abbatiale Notre-Dame de Remiremont                        | Remiremont                    |         | 48° 00′ 56″ nord, 6° 35′ 29″ est |                |                                                                                |             | Église abbatiale Notre-Dame de Remiremont                        |
| Église Saint-Laurent de Remomeix                                 | Remomeix                      |         | 48° 16′ 12″ nord, 7° 00′ 11″ est |                |                                                                                |             | Église Saint-Laurent de Remomeix                                 |
| Église Saint-Rémi de Remoncourt                                  | Remoncourt                    |         | 48° 13′ 46″ nord, 6° 03′ 04″ est | « PA00107258 » | Classé MH                                                                      | 1990        | Église Saint-Rémi de Remoncourt                                  |
| Église Notre-Dame de Removille                                   | Removille                     |         | 48° 21′ 47″ nord, 5° 50′ 36″ est | « PA00107260 » | Inscrit MH Portail du 16e siècle                                               | 1926        | Église Notre-Dame de Removille                                   |
| Église Notre-Dame-de-l'Assomption de Robécourt                   | Robécourt                     |         | 48° 08′ 15″ nord, 5° 42′ 34″ est |                |                                                                                |             | Église Notre-Dame-de-l'Assomption de Robécourt                   |
| Église Saint-Blaise de Rochesson                                 | Rochesson                     |         | 48° 01′ 20″ nord, 6° 47′ 08″ est |                |                                                                                |             | Église Saint-Blaise de Rochesson                                 |
| Église Saint-Remy de Rollainville                                | Rollainville                  |         | 48° 21′ 40″ nord, 5° 44′ 17″ est | « PA00107265 » | Classé MH Choeur, clocher, abside                                              | 1910        | Église Saint-Remy de Rollainville                                |
| Église Saint-Evre de Romain-aux-Bois                             | Romain-aux-Bois               |         | 48° 04′ 57″ nord, 5° 43′ 06″ est | « PA00132654 » | Inscrit MH                                                                     | 1994        | Église Saint-Evre de Romain-aux-Bois                             |
| Église Saint-Mathieu de Romont                                   | Romont                        |         | 48° 21′ 28″ nord, 6° 35′ 07″ est |                |                                                                                |             | Église Saint-Mathieu de Romont                                   |
| Église Saint-Élophe de Rouvres-en-Xaintois                       | Rouvres-en-Xaintois           |         | 48° 18′ 36″ nord, 6° 01′ 55″ est |                |                                                                                |             | Église Saint-Élophe de Rouvres-en-Xaintois                       |
| Église Saint-Maurice de Rouvres-la-Chétive                       | Rouvres-la-Chétive            |         | 48° 18′ 37″ nord, 5° 46′ 38″ est |                |                                                                                |             | Église Saint-Maurice de Rouvres-la-Chétive                       |
| Église Saint-Remi de Roville-aux-Chênes                          | Roville-aux-Chênes            |         | 48° 23′ 11″ nord, 6° 36′ 10″ est |                |                                                                                |             | Église Saint-Remi de Roville-aux-Chênes                          |
| Église Saint-Roch de Rozerotte                                   | Rozerotte                     |         | 48° 14′ 33″ nord, 6° 04′ 55″ est |                |                                                                                |             | Église Saint-Roch de Rozerotte                                   |
| Église Notre-Dame de Rozières-sur-Mouzon                         | Rozières-sur-Mouzon           |         | 48° 07′ 16″ nord, 5° 42′ 27″ est | « PA00107270 » | Inscrit MH Eglise ; Classé MH Portail occidental                               | 1926 ; 1994 | Église Notre-Dame de Rozières-sur-Mouzon                         |
| Église Sainte-Barbe de Rugney                                    | Rugney                        |         | 48° 20′ 50″ nord, 6° 15′ 14″ est |                |                                                                                |             | Église Sainte-Barbe de Rugney                                    |
| Église Saint-Gengoult de Ruppes                                  | Ruppes                        |         | 48° 28′ 15″ nord, 5° 46′ 10″ est |                |                                                                                |             | Église Saint-Gengoult de Ruppes                                  |
| Église Saint-Étienne de Rupt-sur-Moselle                         | Rupt-sur-Moselle              |         | 47° 55′ 37″ nord, 6° 39′ 48″ est |                |                                                                                |             | Église Saint-Étienne de Rupt-sur-Moselle                         |
| Église Saint-Amé de Saint-Amé                                    | Saint-Amé                     |         | 48° 01′ 28″ nord, 6° 40′ 16″ est |                |                                                                                |             | Église Saint-Amé de Saint-Amé                                    |
| Église Saint-Jean-Baptiste de Saint-Baslemont                    | Saint-Baslemont               |         | 48° 09′ 07″ nord, 5° 59′ 39″ est |                |                                                                                |             | Église Saint-Jean-Baptiste de Saint-Baslemont                    |
| Église du prieuré de Bonneval de Bois de Bonneval                | Saint-Baslemont               |         | 48° 07′ 49″ nord, 5° 59′ 46″ est |                |                                                                                |             | Église du prieuré de Bonneval de Bois de Bonneval                |
| Église Saint-Benoît-et-Saint-Étienne de Saint-Benoît-la-Chipotte | Saint-Benoît-la-Chipotte      |         | 48° 21′ 26″ nord, 6° 44′ 08″ est |                |                                                                                |             | Église Saint-Benoît-et-Saint-Étienne de Saint-Benoît-la-Chipotte |
| Cathédrale Saint-Dié de Saint-Dié-des-Vosges                     | Saint-Dié-des-Vosges          |         | 48° 17′ 20″ nord, 6° 57′ 03″ est | « PA00107275 » | Classé MH                                                                      | 1886        | Cathédrale Saint-Dié de Saint-Dié-des-Vosges                     |
| Église Saint-Martin de Saint-Dié-des-Vosges                      | Saint-Dié-des-Vosges          |         | 48° 17′ 02″ nord, 6° 56′ 55″ est |                |                                                                                |             | Église Saint-Martin de Saint-Dié-des-Vosges                      |
| Église Notre-Dame de Saint-Dié-des-Vosges                        | Saint-Dié-des-Vosges          |         | 48° 17′ 23″ nord, 6° 57′ 05″ est | « PA00107278 » | Classé MH                                                                      | 1886        | Église Notre-Dame de Saint-Dié-des-Vosges                        |
| Église Saint-Genest de Saint-Genest (Vosges)                     | Saint-Genest                  |         | 48° 21′ 16″ nord, 6° 31′ 30″ est |                |                                                                                |             | Église Saint-Genest de Saint-Genest (Vosges)                     |
| Église Saint-Gorgon de Saint-Gorgon (Vosges)                     | Saint-Gorgon                  |         | 48° 19′ 25″ nord, 6° 38′ 55″ est |                |                                                                                |             | Église Saint-Gorgon de Saint-Gorgon (Vosges)                     |
| Église Saint-Jean-Baptiste de Saint-Jean-d'Ormont                | Saint-Jean-d'Ormont           |         | 48° 20′ 07″ nord, 6° 59′ 14″ est |                |                                                                                |             | Église Saint-Jean-Baptiste de Saint-Jean-d'Ormont                |
| Église Saint-Julien de Saint-Julien (Vosges)                     | Saint-Julien                  |         | 48° 01′ 10″ nord, 5° 53′ 43″ est | « PA00107287 » | Classé MH                                                                      | 1908        | Église Saint-Julien de Saint-Julien (Vosges)                     |
| Église Saint-Pierre-et-Saint-Léonard de Saint-Léonard            | Saint-Léonard                 |         | 48° 12′ 55″ nord, 6° 56′ 45″ est |                |                                                                                |             | Église Saint-Pierre-et-Saint-Léonard de Saint-Léonard            |
| Église Saint-Maurice de Saint-Maurice-sur-Mortagne               | Saint-Maurice-sur-Mortagne    |         | 48° 23′ 13″ nord, 6° 34′ 59″ est |                |                                                                                |             | Église Saint-Maurice de Saint-Maurice-sur-Mortagne               |
| Église Saint-Maurice de Saint-Maurice-sur-Moselle                | Saint-Maurice-sur-Moselle     |         | 47° 51′ 34″ nord, 6° 49′ 33″ est |                |                                                                                |             | Église Saint-Maurice de Saint-Maurice-sur-Moselle                |
| Église Sainte-Menne de Saint-Menge                               | Saint-Menge                   |         | 48° 17′ 21″ nord, 5° 57′ 15″ est | « PA00107290 » | Inscrit MH Choeur                                                              | 1926        | Église Sainte-Menne de Saint-Menge                               |
| Église Saint-Michel de Saint-Michel-sur-Meurthe                  | Saint-Michel-sur-Meurthe      |         | 48° 19′ 21″ nord, 6° 53′ 11″ est |                |                                                                                |             | Église Saint-Michel de Saint-Michel-sur-Meurthe                  |
| Église Saints-Nabord-et-Gorgon de Saint-Nabord                   | Saint-Nabord                  |         | 48° 02′ 51″ nord, 6° 34′ 40″ est |                |                                                                                |             | Église Saints-Nabord-et-Gorgon de Saint-Nabord                   |
| Église Sainte-Ode et Sainte-Trinité de Saint-Ouen-lès-Parey      | Saint-Ouen-lès-Parey          |         | 48° 10′ 47″ nord, 5° 45′ 47″ est | « PA00132655 » | Inscrit MH                                                                     | 1994        | Église Sainte-Ode et Sainte-Trinité de Saint-Ouen-lès-Parey      |
| Église Notre-Dame de Parey                                       | Saint-Ouen-lès-Parey          |         | 48° 10′ 58″ nord, 5° 45′ 52″ est |                |                                                                                |             | Église Notre-Dame de Parey                                       |
| Église de la Conversion-de-Saint-Paul de Saint-Paul              | Saint-Paul                    |         | 48° 19′ 40″ nord, 5° 53′ 19″ est |                |                                                                                |             | Église de la Conversion-de-Saint-Paul de Saint-Paul              |
| Église Saint-Pierre de Saint-Pierremont                          | Saint-Pierremont              |         | 48° 26′ 14″ nord, 6° 34′ 34″ est |                |                                                                                |             | Église Saint-Pierre de Saint-Pierremont                          |
| Église Saint-Pancrace de Saint-Prancher                          | Saint-Prancher                |         | 48° 20′ 40″ nord, 5° 57′ 31″ est |                |                                                                                |             | Église Saint-Pancrace de Saint-Prancher                          |
| Église Saint-Remi de Saint-Remimont                              | Saint-Remimont                |         | 48° 14′ 48″ nord, 5° 53′ 51″ est |                |                                                                                |             | Église Saint-Remi de Saint-Remimont                              |
| Église Saint-Remi de Saint-Remy                                  | Saint-Remy                    |         | 48° 20′ 51″ nord, 6° 49′ 44″ est |                |                                                                                |             | Église Saint-Remi de Saint-Remy                                  |
| Église Saint-Étienne de Saint-Stail                              | Saint-Stail                   |         | 48° 22′ 28″ nord, 7° 04′ 07″ est |                |                                                                                |             | Église Saint-Étienne de Saint-Stail                              |
| Église Saint-Valère de Saint-Vallier                             | Saint-Vallier                 |         | 48° 16′ 46″ nord, 6° 18′ 57″ est |                |                                                                                |             | Église Saint-Valère de Saint-Vallier                             |
| Église Saint-Étienne de Saint-Étienne-lès-Remiremont             | Saint-Étienne-lès-Remiremont  |         | 48° 01′ 26″ nord, 6° 36′ 46″ est |                |                                                                                |             | Église Saint-Étienne de Saint-Étienne-lès-Remiremont             |
| Église Sainte-Barbe de Sainte-Barbe (Vosges)                     | Saint-Barbe                   |         | 48° 23′ 47″ nord, 6° 43′ 24″ est |                |                                                                                |             | Église Sainte-Barbe de Sainte-Barbe (Vosges)                     |
| Église Saint-Georges de Sainte-Hélène                            | Saint-Hélène                  |         | 48° 17′ 28″ nord, 6° 39′ 22″ est |                |                                                                                |             | Église Saint-Georges de Sainte-Hélène                            |
| Église Sainte-Marguerite de Sainte-Marguerite                    | Saint-Marguerite              |         | 48° 16′ 07″ nord, 6° 58′ 46″ est | « PA00107289 » | Inscrit MH Clocher                                                             | 1926        | Église Sainte-Marguerite de Sainte-Marguerite                    |
| Église Saint-Ludumier de Sandaucourt                             | Sandaucourt                   |         | 48° 15′ 55″ nord, 5° 50′ 40″ est |                |                                                                                |             | Image manquante Téléverser                                       |
| Église Saint-Étienne du Haut du Tôt                              | Sapois                        |         | 48° 02′ 30″ nord, 6° 45′ 48″ est |                |                                                                                |             | Église Saint-Étienne du Haut du Tôt                              |
| Église Saint-Évence de Sartes                                    | Sartes                        |         | 48° 14′ 45″ nord, 5° 40′ 34″ est | « IA00126849 » |                                                                                |             | Église Saint-Évence de Sartes                                    |
| Église Saint-Jean-Baptiste de Saulcy-sur-Meurthe                 | Saulcy-sur-Meurthe            |         | 48° 14′ 10″ nord, 6° 57′ 37″ est |                |                                                                                |             | Église Saint-Jean-Baptiste de Saulcy-sur-Meurthe                 |
| Église Saint-Martin de Saulxures-lès-Bulgnéville                 | Saulxures-lès-Bulgnéville     |         | 48° 11′ 51″ nord, 5° 48′ 27″ est |                |                                                                                |             | Église Saint-Martin de Saulxures-lès-Bulgnéville                 |
| Église Saint-Prix de Saulxures-sur-Moselotte                     | Saulxures-sur-Moselotte       |         | 47° 56′ 56″ nord, 6° 46′ 23″ est |                |                                                                                |             | Église Saint-Prix de Saulxures-sur-Moselotte                     |
| Église Saint-Brice de Sauville                                   | Sauville                      |         | 48° 09′ 49″ nord, 5° 43′ 59″ est |                |                                                                                |             | Église Saint-Brice de Sauville                                   |
| Église Saint-Brice de Savigny                                    | Savigny                       |         | 48° 21′ 07″ nord, 6° 13′ 10″ est |                |                                                                                |             | Église Saint-Brice de Savigny                                    |
| Église Saint-Vallier de Senaide                                  | Senaide                       |         | 47° 58′ 09″ nord, 5° 48′ 17″ est |                |                                                                                |             | Église Saint-Vallier de Senaide                                  |
| Église Saint-Gondelbert de Senones                               | Senones                       |         | 48° 23′ 37″ nord, 6° 58′ 51″ est |                |                                                                                |             | Image manquante Téléverser                                       |
| Église Saint-Remy de Senonges                                    | Senonges                      |         | 48° 08′ 44″ nord, 6° 03′ 48″ est |                |                                                                                |             | Église Saint-Remy de Senonges                                    |
| Église Saint-Didier de Seraumont                                 | Seraumont                     |         | 48° 26′ 02″ nord, 5° 35′ 53″ est |                |                                                                                |             | Image manquante Téléverser                                       |
| Église de l'Exaltation-de-la-Sainte-Croix de Sercœur             | Sercœur                       |         | 48° 15′ 20″ nord, 6° 31′ 55″ est |                |                                                                                |             | Église de l'Exaltation-de-la-Sainte-Croix de Sercœur             |
| Église Saint-Didier de Serocourt                                 | Serocourt                     |         | 48° 05′ 39″ nord, 5° 53′ 37″ est |                |                                                                                |             | Église Saint-Didier de Serocourt                                 |
| Église Sainte-Pétronille-et-Saint-Mansuy de Serécourt            | Serécourt                     |         | 48° 03′ 16″ nord, 5° 50′ 34″ est | « PA00107302 » | Inscrit MH                                                                     | 1926        | Église Sainte-Pétronille-et-Saint-Mansuy de Serécourt            |
| Église Saint-Germain de Sionne                                   | Sionne                        |         | 48° 23′ 35″ nord, 5° 38′ 27″ est |                |                                                                                |             | Église Saint-Germain de Sionne                                   |
| Église Saint-Léonard de Socourt                                  | Socourt                       |         | 48° 23′ 48″ nord, 6° 14′ 54″ est |                |                                                                                |             | Église Saint-Léonard de Socourt                                  |
| Église Saint-Élophe de Saint-Élophe                              | Soulosse-sous-Saint-Élophe    |         | 48° 24′ 30″ nord, 5° 44′ 21″ est | « PA00107284 » | Inscrit MH                                                                     | 1926        | Église Saint-Élophe de Saint-Élophe                              |
| Église Saint-Blaise de Suriauville                               | Suriauville                   |         | 48° 10′ 08″ nord, 5° 51′ 44″ est |                |                                                                                |             | Église Saint-Blaise de Suriauville                               |
| Église Saint-Georges de Taintrux                                 | Taintrux                      |         | 48° 14′ 54″ nord, 6° 54′ 03″ est |                |                                                                                |             | Église Saint-Georges de Taintrux                                 |
| Église Saint-Claude de Tendon                                    | Tendon                        |         | 48° 07′ 16″ nord, 6° 40′ 45″ est |                |                                                                                |             | Église Saint-Claude de Tendon                                    |
| Église de la Nativité-de-Notre-Dame de Girmont                   | Thaon-les-Vosges              |         | 48° 15′ 39″ nord, 6° 26′ 15″ est | « PA00107177 » | Inscrit MH                                                                     | 1925        | Église de la Nativité-de-Notre-Dame de Girmont                   |
| Église Saint-Élophe d'Oncourt                                    | Thaon-les-Vosges              |         | 48° 15′ 08″ nord, 6° 22′ 25″ est |                |                                                                                |             | Église Saint-Élophe d'Oncourt                                    |
| Église Saint-Brice de Thaon-les-Vosges                           | Thaon-les-Vosges              |         | 48° 15′ 05″ nord, 6° 25′ 11″ est |                |                                                                                |             | Église Saint-Brice de Thaon-les-Vosges                           |
| Église Saint-Symphorien de They-sous-Montfort                    | They-sous-Montfort            |         | 48° 13′ 55″ nord, 5° 58′ 53″ est |                |                                                                                |             | Église Saint-Symphorien de They-sous-Montfort                    |
| Église Saint-Lambert de Thiraucourt                              | Thiraucourt                   |         | 48° 17′ 31″ nord, 6° 04′ 24″ est |                |                                                                                |             | Église Saint-Lambert de Thiraucourt                              |
| Église Saint-Antoine de Thiéfosse                                | Thiéfosse                     |         | 47° 58′ 16″ nord, 6° 43′ 50″ est |                |                                                                                |             | Église Saint-Antoine de Thiéfosse                                |
| Église Saint-Valère de Thuillières                               | Thuillières                   |         | 48° 09′ 20″ nord, 6° 00′ 35″ est |                |                                                                                |             | Église Saint-Valère de Thuillières                               |
| Église Saint-Nicolas de Tignécourt                               | Tignécourt                    |         | 48° 02′ 39″ nord, 5° 53′ 32″ est |                |                                                                                |             | Église Saint-Nicolas de Tignécourt                               |
| Église Saint-Epvre de Tilleux                                    | Tilleux                       |         | 48° 17′ 58″ nord, 5° 43′ 33″ est | « IA00126850 » |                                                                                |             | Image manquante Téléverser                                       |
| Église Saint-Didier de Tollaincourt                              | Tollaincourt                  |         | 48° 05′ 47″ nord, 5° 44′ 05″ est |                |                                                                                |             | Église Saint-Didier de Tollaincourt                              |
| Église Saint-Remy de Totainville                                 | Totainville                   |         | 48° 19′ 31″ nord, 5° 59′ 12″ est |                |                                                                                |             | Église Saint-Remy de Totainville                                 |
| Église Saint-Pierre-et-Saint-Paul de Trampot                     | Trampot                       |         | 48° 21′ 39″ nord, 5° 26′ 13″ est | « PA88000046 » | Inscrit MH                                                                     | 2010        | Église Saint-Pierre-et-Saint-Paul de Trampot                     |
| Église Saint-Evre de Tranqueville-Graux                          | Tranqueville-Graux            |         | 48° 26′ 14″ nord, 5° 50′ 57″ est |                |                                                                                |             | Église Saint-Evre de Tranqueville-Graux                          |
| Église Saint-Valbert de Trémonzey                                | Trémonzey                     |         | 47° 58′ 22″ nord, 6° 14′ 14″ est |                |                                                                                |             | Église Saint-Valbert de Trémonzey                                |
| Église Saint-Martin d'Ubexy                                      | Ubexy                         |         | 48° 20′ 05″ nord, 6° 16′ 19″ est |                |                                                                                |             | Église Saint-Martin d'Ubexy                                      |
| Église Saint-Èvre d'Uriménil                                     | Uriménil                      |         | 48° 06′ 06″ nord, 6° 24′ 02″ est |                |                                                                                |             | Église Saint-Èvre d'Uriménil                                     |
| Église de la Translation-de-Saint-Martin d'Urville               | Urville                       |         | 48° 11′ 15″ nord, 5° 44′ 49″ est | « PA00107306 » | Classé MH                                                                      | 1990        | Église de la Translation-de-Saint-Martin d'Urville               |
| Église Saint-Romaric d'Uxegney                                   | Uxegney                       |         | 48° 11′ 52″ nord, 6° 22′ 20″ est |                |                                                                                |             | Église Saint-Romaric d'Uxegney                                   |
| Église Sainte-Madeleine d'Uzemain                                | Uzemain                       |         | 48° 05′ 10″ nord, 6° 20′ 40″ est |                |                                                                                |             | Église Sainte-Madeleine d'Uzemain                                |
| Église Saint-Lambert de Vagney                                   | Vagney                        |         | 48° 00′ 30″ nord, 6° 43′ 04″ est |                |                                                                                |             | Église Saint-Lambert de Vagney                                   |
| Église de l'Assomption-de-Notre-Dame de Valfroicourt             | Valfroicourt                  |         | 48° 11′ 57″ nord, 6° 05′ 43″ est |                |                                                                                |             | Église de l'Assomption-de-Notre-Dame de Valfroicourt             |
| Église Saint-Brice de Valleroy-aux-Saules                        | Valleroy-aux-Saules           |         | 48° 14′ 52″ nord, 6° 08′ 32″ est |                |                                                                                |             | Église Saint-Brice de Valleroy-aux-Saules                        |
| Église Saint-Jean-Baptiste de Valleroy-le-Sec                    | Valleroy-le-Sec               |         | 48° 11′ 11″ nord, 6° 00′ 40″ est |                |                                                                                |             | Église Saint-Jean-Baptiste de Valleroy-le-Sec                    |
| Église de l'Annonciation-de-la-Sainte-Vierge de Vaubexy          | Vaubexy                       |         | 48° 16′ 47″ nord, 6° 14′ 09″ est |                |                                                                                |             | Église de l'Annonciation-de-la-Sainte-Vierge de Vaubexy          |
| Église Saint-Barthélemy de Vaudoncourt                           | Vaudoncourt                   |         | 48° 13′ 08″ nord, 5° 48′ 20″ est |                |                                                                                |             | Église Saint-Barthélemy de Vaudoncourt                           |
| Église Saint-Quirin de Vaudéville                                | Vaudéville                    |         | 48° 13′ 46″ nord, 6° 32′ 34″ est |                |                                                                                |             | Église Saint-Quirin de Vaudéville                                |
| Église Saint-Martin de Vaxoncourt                                | Vaxoncourt                    |         | 48° 17′ 30″ nord, 6° 24′ 43″ est |                |                                                                                |             | Église Saint-Martin de Vaxoncourt                                |
| Église Saint-Louis de Vecoux                                     | Vecoux                        |         | 47° 58′ 46″ nord, 6° 38′ 13″ est |                |                                                                                |             | Église Saint-Louis de Vecoux                                     |
| Église Saint-Philippe de Velotte-et-Tatignécourt                 | Velotte-et-Tatignécourt       |         | 48° 15′ 48″ nord, 6° 10′ 19″ est |                |                                                                                |             | Église Saint-Philippe de Velotte-et-Tatignécourt                 |
| Ermitage du frère Joseph                                         | Ventron                       |         | 47° 55′ 34″ nord, 6° 51′ 47″ est | « PA00125547 » | Inscrit MH                                                                     | 1993        | Ermitage du frère Joseph                                         |
| Église Saint-Claude de Ventron                                   | Ventron                       |         | 47° 56′ 25″ nord, 6° 52′ 18″ est |                |                                                                                |             | Église Saint-Claude de Ventron                                   |
| Église Saint-Michel de Vexaincourt                               | Vexaincourt                   |         | 48° 29′ 38″ nord, 7° 02′ 48″ est | « IA88030039 » |                                                                                |             | Église Saint-Michel de Vexaincourt                               |
| Église Saint-Remy de Vicherey                                    | Vicherey                      |         | 48° 23′ 07″ nord, 5° 56′ 26″ est | « PA00107312 » | Classé MH                                                                      | 1943        | Église Saint-Remy de Vicherey                                    |
| Église Saint-Jacques de Vienville                                | Vienville                     |         | 48° 10′ 06″ nord, 6° 50′ 24″ est |                |                                                                                |             | Image manquante Téléverser                                       |
| Église Saint-Maurice de Vieux-Moulin                             | Vieux-Moulin                  |         | 48° 23′ 32″ nord, 6° 59′ 41″ est |                |                                                                                |             | Église Saint-Maurice de Vieux-Moulin                             |
| Église Saint-Sulpice de Ville-sur-Illon                          | Ville-sur-Illon               |         | 48° 10′ 45″ nord, 6° 12′ 41″ est | « PA00107313 » | Classé MH L'église, à l'exception de la flèche et du clocher                   | 1913        | Église Saint-Sulpice de Ville-sur-Illon                          |
| Église Saint-Martin de Dommartin-lès-Ville                       | Ville-sur-Illon               |         | 48° 10′ 55″ nord, 6° 12′ 31″ est |                |                                                                                |             | Église Saint-Martin de Dommartin-lès-Ville                       |
| Église Saint-Menge de Villers                                    | Villers                       |         | 48° 18′ 07″ nord, 6° 10′ 21″ est |                |                                                                                |             | Église Saint-Menge de Villers                                    |
| Église Saint-Sylvestre de Villoncourt                            | Villoncourt                   |         | 48° 15′ 48″ nord, 6° 30′ 46″ est |                |                                                                                |             | Église Saint-Sylvestre de Villoncourt                            |
| Église Notre-Dame-de-l'Assomption de Villotte                    | Villotte                      |         | 48° 06′ 04″ nord, 5° 46′ 28″ est |                |                                                                                |             | Église Notre-Dame-de-l'Assomption de Villotte                    |
| Église Saint-Martin de Villouxel                                 | Villouxel                     |         | 48° 20′ 30″ nord, 5° 34′ 41″ est | « IA00126854 » |                                                                                |             | Image manquante Téléverser                                       |
| Église Saint-Jacques de Viménil                                  | Viménil                       |         | 48° 13′ 38″ nord, 6° 37′ 59″ est |                |                                                                                |             | Église Saint-Jacques de Viménil                                  |
| Église de l'Invention-de-Saint-Étienne de Vincey                 | Vincey                        |         | 48° 20′ 13″ nord, 6° 19′ 46″ est |                |                                                                                |             | Église de l'Invention-de-Saint-Étienne de Vincey                 |
| Église Saint-Denis de Viocourt                                   | Viocourt                      |         | 48° 19′ 38″ nord, 5° 51′ 42″ est |                |                                                                                |             | Église Saint-Denis de Viocourt                                   |
| Église Saint-Barthélemy de Vioménil                              | Vioménil                      |         | 48° 05′ 35″ nord, 6° 10′ 41″ est |                |                                                                                |             | Église Saint-Barthélemy de Vioménil                              |
| Église Saint-Remy de Vittel                                      | Vittel                        |         | 48° 11′ 58″ nord, 5° 57′ 04″ est | « PA00107318 » | Inscrit MH                                                                     | 1926        | Église Saint-Remy de Vittel                                      |
| Église Saint-Privat de Vittel                                    | Vittel                        |         | 48° 12′ 02″ nord, 5° 57′ 06″ est | « PA00107319 » | Inscrit MH                                                                     | 1926        | Église Saint-Privat de Vittel                                    |
| Église Saint-Élophe de Viviers-le-Gras                           | Viviers-le-Gras               |         | 48° 07′ 33″ nord, 5° 55′ 55″ est |                |                                                                                |             | Église Saint-Élophe de Viviers-le-Gras                           |
| Église Saint-Èvre de Viviers-lès-Offroicourt                     | Viviers-lès-Offroicourt       |         | 48° 16′ 12″ nord, 6° 01′ 33″ est |                |                                                                                |             | Église Saint-Èvre de Viviers-lès-Offroicourt                     |
| Église Saint-Èvre de Vomécourt                                   | Vomécourt                     |         | 48° 18′ 32″ nord, 6° 36′ 48″ est |                |                                                                                |             | Église Saint-Èvre de Vomécourt                                   |
| Église Saint-Martin de Vomécourt-sur-Madon                       | Vomécourt-sur-Madon           |         | 48° 21′ 45″ nord, 6° 09′ 55″ est | « PA00107320 » | Classé MH                                                                      | 1908        | Église Saint-Martin de Vomécourt-sur-Madon                       |
| Église Saint-Martin de Vouxey                                    | Vouxey                        |         | 48° 21′ 04″ nord, 5° 49′ 24″ est | « PA00135701 » | Classé MH                                                                      | 1995        | Église Saint-Martin de Vouxey                                    |
| Église Saint-Didier de Vroville                                  | Vroville                      |         | 48° 17′ 13″ nord, 6° 10′ 18″ est |                |                                                                                |             | Église Saint-Didier de Vroville                                  |
| Église Saint-Martin de Vrécourt                                  | Vrécourt                      |         | 48° 10′ 27″ nord, 5° 42′ 12″ est | « PA00135702 » | Inscrit MH Eglise, sauf clocher classé ; Classé MH Clocher                     | 1994 ; 1995 | Église Saint-Martin de Vrécourt                                  |
| Église Saint-Barthélemy de Wisembach                             | Wisembach                     |         | 48° 15′ 31″ nord, 7° 06′ 20″ est |                |                                                                                |             | Église Saint-Barthélemy de Wisembach                             |
| Église Saint-Gengoult de Xaffévillers                            | Xaffévillers                  |         | 48° 24′ 29″ nord, 6° 36′ 49″ est |                |                                                                                |             | Église Saint-Gengoult de Xaffévillers                            |
| Église Saint-Nicolas de Xaronval                                 | Xaronval                      |         | 48° 22′ 33″ nord, 6° 11′ 13″ est |                |                                                                                |             | Église Saint-Nicolas de Xaronval                                 |
| Église Notre-Dame-de-la-Nativité de Rasey                        | Xertigny                      |         | 48° 04′ 28″ nord, 6° 18′ 08″ est |                |                                                                                |             | Église Notre-Dame-de-la-Nativité de Rasey                        |
| Église Sainte-Walburge de Xertigny                               | Xertigny                      |         | 48° 02′ 40″ nord, 6° 24′ 08″ est |                |                                                                                |             | Église Sainte-Walburge de Xertigny                               |
| Église Sainte-Bernadette de Xonrupt                              | Xonrupt-Longemer              |         | 48° 04′ 53″ nord, 6° 55′ 35″ est |                |                                                                                |             | Église Sainte-Bernadette de Xonrupt                              |
| Église Saint-Félix de Zincourt                                   | Zincourt                      |         | 48° 18′ 32″ nord, 6° 26′ 22″ est |                |                                                                                |             | Église Saint-Félix de Zincourt                                   |
| Église de l'Assomption-de-Notre-Dame d'Éloyes                    | Éloyes                        |         | 48° 05′ 32″ nord, 6° 36′ 36″ est |                |                                                                                |             | Église de l'Assomption-de-Notre-Dame d'Éloyes                    |
| Basilique Saint-Maurice d'Épinal                                 | Épinal                        |         | 48° 10′ 27″ nord, 6° 27′ 03″ est | « PA00107140 » | Classé MH                                                                      | 1846        | Basilique Saint-Maurice d'Épinal                                 |
| Église Notre-Dame-au-Cierge d'Épinal                             | Épinal                        |         | 48° 10′ 40″ nord, 6° 26′ 37″ est | « PA88000047 » | Classé MH                                                                      | 2011        | Église Notre-Dame-au-Cierge d'Épinal                             |
| Église Saint-Antoine d'Épinal                                    | Épinal                        |         | 48° 09′ 38″ nord, 6° 26′ 57″ est |                |                                                                                |             | Église Saint-Antoine d'Épinal                                    |
| Église Sainte-Maria-Goretti de la Vierge                         | Épinal                        |         | 48° 09′ 19″ nord, 6° 27′ 24″ est |                |                                                                                |             | Église Sainte-Maria-Goretti de la Vierge                         |
| Église Saint-Laurent de Saint-Laurent (Vosges)                   | Épinal                        |         | 48° 08′ 49″ nord, 6° 27′ 17″ est |                |                                                                                |             | Église Saint-Laurent de Saint-Laurent (Vosges)                   |
| Église de la Sainte-Famille d'Épinal                             | Épinal                        |         | 48° 11′ 35″ nord, 6° 27′ 16″ est |                |                                                                                |             | Église de la Sainte-Famille d'Épinal                             |
| Église Saint-Paul d'Épinal                                       | Épinal                        |         | 48° 10′ 58″ nord, 6° 27′ 19″ est |                |                                                                                |             | Église Saint-Paul d'Épinal                                       |
| Église de l'Assomption-de-Notre-Dame d'Étival                    | Étival-Clairefontaine         |         | 48° 21′ 53″ nord, 6° 51′ 59″ est | « PA00107164 » | Classé MH                                                                      | 1840        | Église de l'Assomption-de-Notre-Dame d'Étival                    |
| Église Saint-Césaire d'Évaux-et-Ménil                            | Évaux-et-Ménil                |         | 48° 19′ 31″ nord, 6° 17′ 51″ est |                |                                                                                |             | Église Saint-Césaire d'Évaux-et-Ménil                            |

### Culteprotestant
| Église                                                            | Commune              | Adresse | Coordonnées                      | Notice | Protection | Date | Illustration                                                      |
| ----------------------------------------------------------------- | -------------------- | ------- | -------------------------------- | ------ | ---------- | ---- | ----------------------------------------------------------------- |
| Temple de l'église protestante unie de France de Contrexéville    | Contrexéville        |         | 48° 11′ 02″ nord, 5° 53′ 37″ est |        |            |      | Temple de l'église protestante unie de France de Contrexéville    |
| Temple de l'église réformée de France de Gérardmer                | Gérardmer            |         | 48° 04′ 08″ nord, 6° 52′ 11″ est |        |            |      | Temple de l'église réformée de France de Gérardmer                |
| Temple de Raon-l'Étape                                            | Raon-l'Étape         |         | 48° 24′ 32″ nord, 6° 50′ 20″ est |        |            |      | Temple de Raon-l'Étape                                            |
| Temple protestant de Saint-Dié-des-Vosges                         | Saint-Dié-des-Vosges |         | 48° 17′ 18″ nord, 6° 56′ 49″ est |        |            |      | Temple protestant de Saint-Dié-des-Vosges                         |
| Temple de l'église protestante unie de France de Thaon-les-Vosges | Thaon-les-Vosges     |         | 48° 15′ 00″ nord, 6° 25′ 26″ est |        |            |      | Temple de l'église protestante unie de France de Thaon-les-Vosges |
| Temple de l'église protestante unie de France de Vittel           | Vittel               |         | 48° 12′ 12″ nord, 5° 56′ 30″ est |        |            |      | Temple de l'église protestante unie de France de Vittel           |
| Temple protestant d'Épinal                                        | Épinal               |         | 48° 10′ 08″ nord, 6° 26′ 59″ est |        |            |      | Temple protestant d'Épinal                                        |